# ジュール・フェラ
ジュール・フェラ (仏：Jules Férat、1829年11月28日 - 1906年6月6日) はフランスの画家、製図工、版画家、イラストレーター。
科学イラストレーターとして機械や構築物を細密に描写し、一般社会への科学の普及に努めた。新聞や定期刊行物にも膨大な数のイラストを描き、挿絵画家としてもジュール・ヴェルヌやエミール・ゾラなどの小説を手がけた。署名には J.FÉRAT. や、J.F. などを用いた。

## 経歴

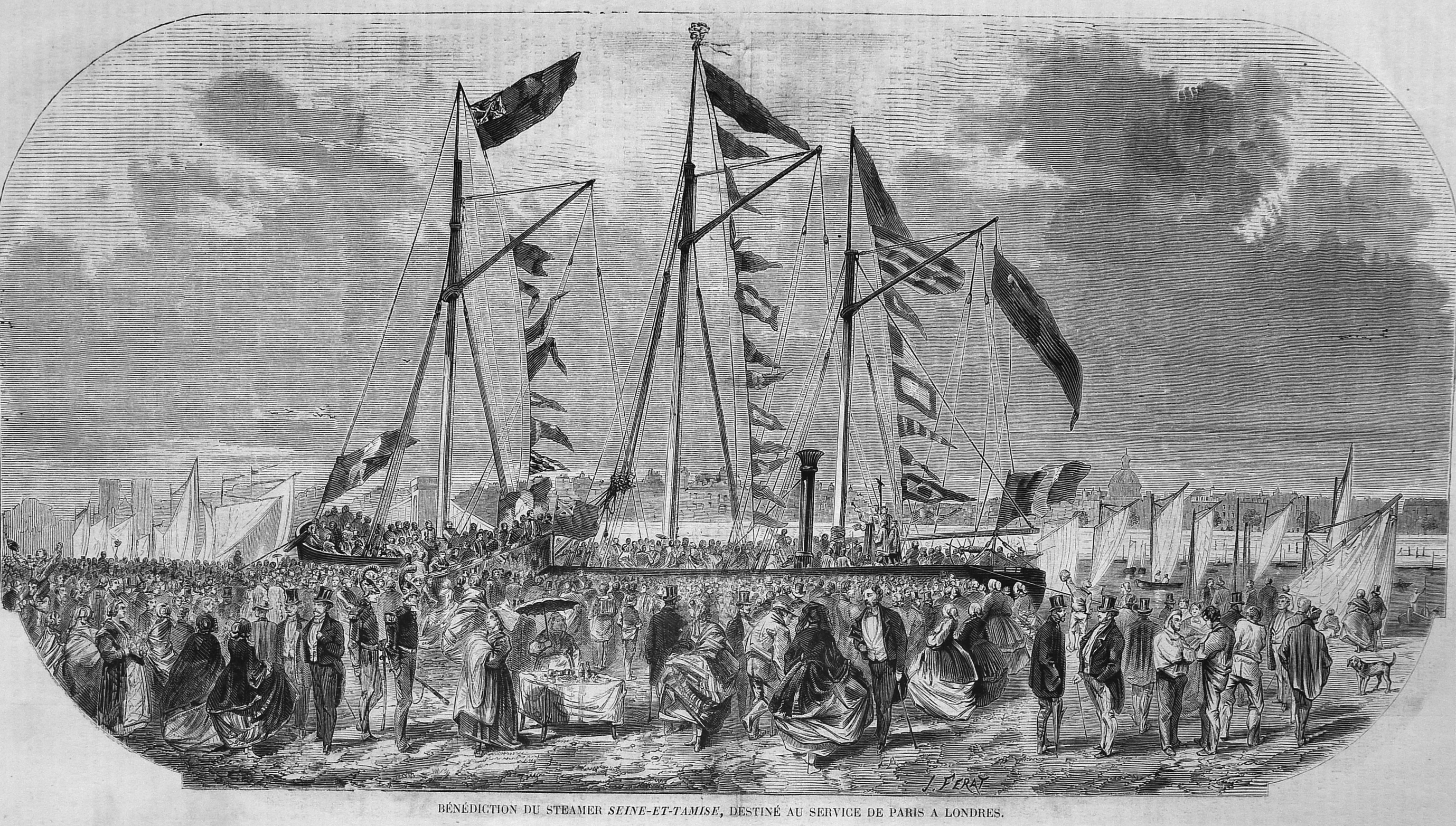
パリ発ロンドン行き「セーヌ＝エ＝テムズ号」の就航式
(「イリュストラシオン」掲載、1858年)

ジュール・フェラ（本名:Jules-Descartes Férat）は1829年11月28日フランス北部のソンム県アム（Ham）
に生まれた。
レオン・コニエから絵画の技法を学び、1850年から1880年代の終わりにかけて、フランスの作家で医学者・自然科学者であるルイ・フィギエの『産業の驚異』をはじめとする通俗科学書に、当時のフランスにおける最先端の科学技術や機器、最新の設備を持つ工場や、そこで働く労働者たちを描き、一般社会への科学の普及に努めた。
1860年からはパリの出版社Michel Lévy frèresから発刊された、フランスの工学者で医師・歌手のジュール・トゥルガンの編纂による「フランスの大工場」（Les Grandes Us ines française）シリーズの図版を描き、1866年からはルイ・アシェットの出版社アシェット・リーブルで、科学分野の叢書「ラ・ビブリオテーク・デ・メルヴェイユ」の執筆に携わり、サイエンスライターのウィルフレッド・ド・フォンヴィエルの『石油』や、フランスのエンジニアでスイスのゴッタルド鉄道トンネルの建設にも携わったマキシム・エレーヌの『火薬と新しい爆発物』、物理学者のレオン・ソンネルの「海底」といった著書のビネットを手がけ、同じ出版社から20世紀初頭にかけて出版された女性教育家のマリー・パプ＝カルパンティエの初等教科書 Enseignement par les yeux （目を通じて教える）というシリーズの図版を描いた。1867年にはフランスの地質学者で鉱山技師、探検家のルイ・シモナンによる、石炭とル・クルーゾの炭鉱の解説書「地下生活 - または鉱山と坑夫」の図版を描き、1873年からはガストン・ティサンディエが創刊した科学雑誌「ラ・ナテュール」のイラストを担当した。
その一方で、フランスの2人の図書館司書が著したユニークな本にもビネットを描いた。まず1872年に出されたマザラン図書館とアーセナル図書館（現在のBnFの一部門）の司書だったロレドン・ラルシェによる俗語辞典、"Les Excentricités du langage"、さらにフランス革命100周年となる1889年に出された、サン＝ジェヌヴィエーヴ図書館の司書で歴史学者のオーギュスタン・シャラメルが編纂した『100周年記念アルバム』(Album du Centenaire) の制作に関わり、エミール・バヤールなどの画家・版画家たちと歴代の著名人たちの肖像画を描いた。彼は、ウージェーヌ・シュー、トーマス・メイン・リード（en）、エドガー・アラン・ポー、エミール・ゾラ、ジュール・サンドゥ（fr）、ルイ・アンリ・ブセナール（fr）、ヴィクトル・ユーゴーなどの文学作品を好み、1878年に創刊したフィクションと現実のニュースを取り交ぜた新聞「ジュルナル・デ・ヴォヤージュ」にもイラストを提供した。

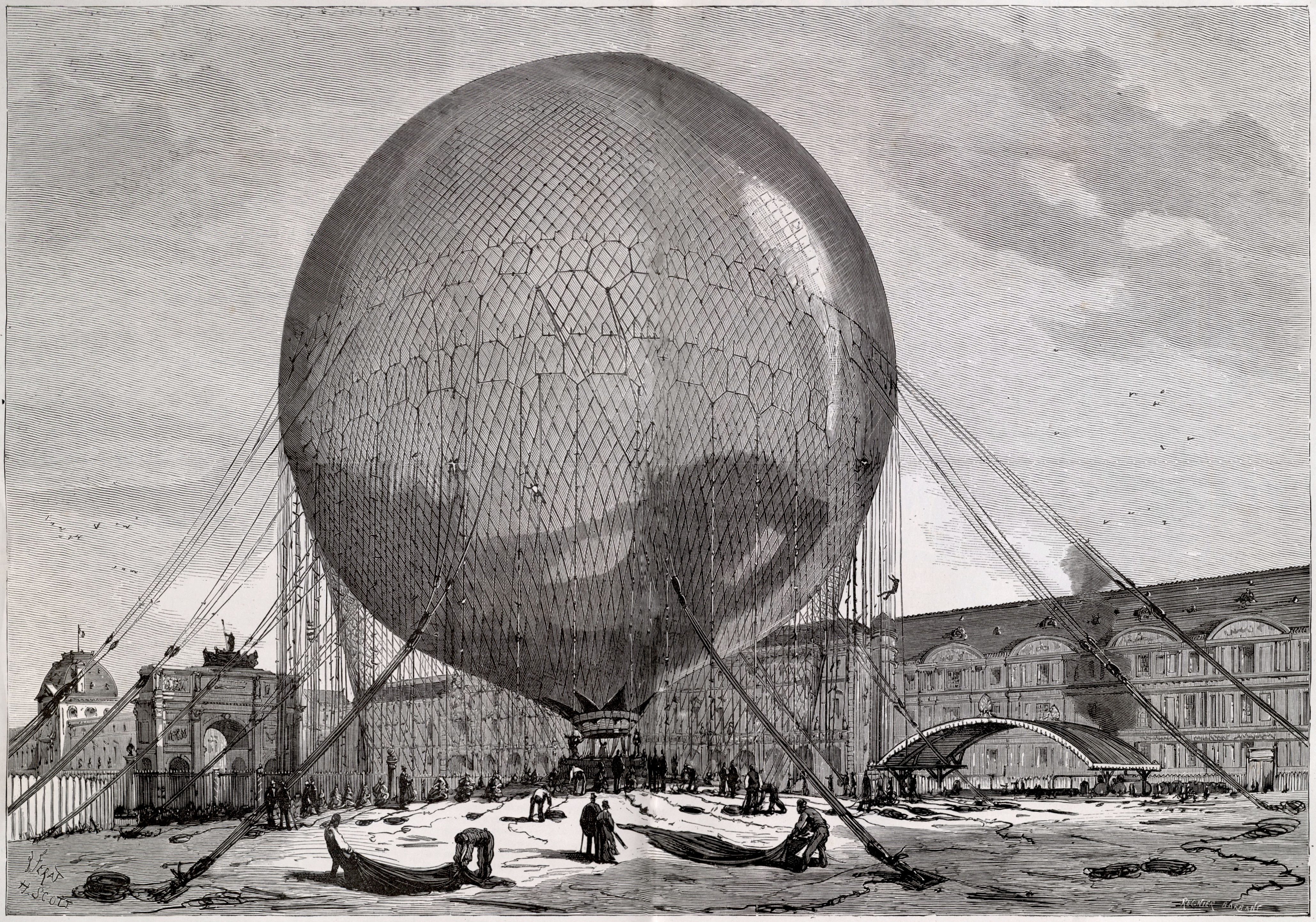
アンリ・ジファールの水素気球
(パリ万博の展示、1878年)

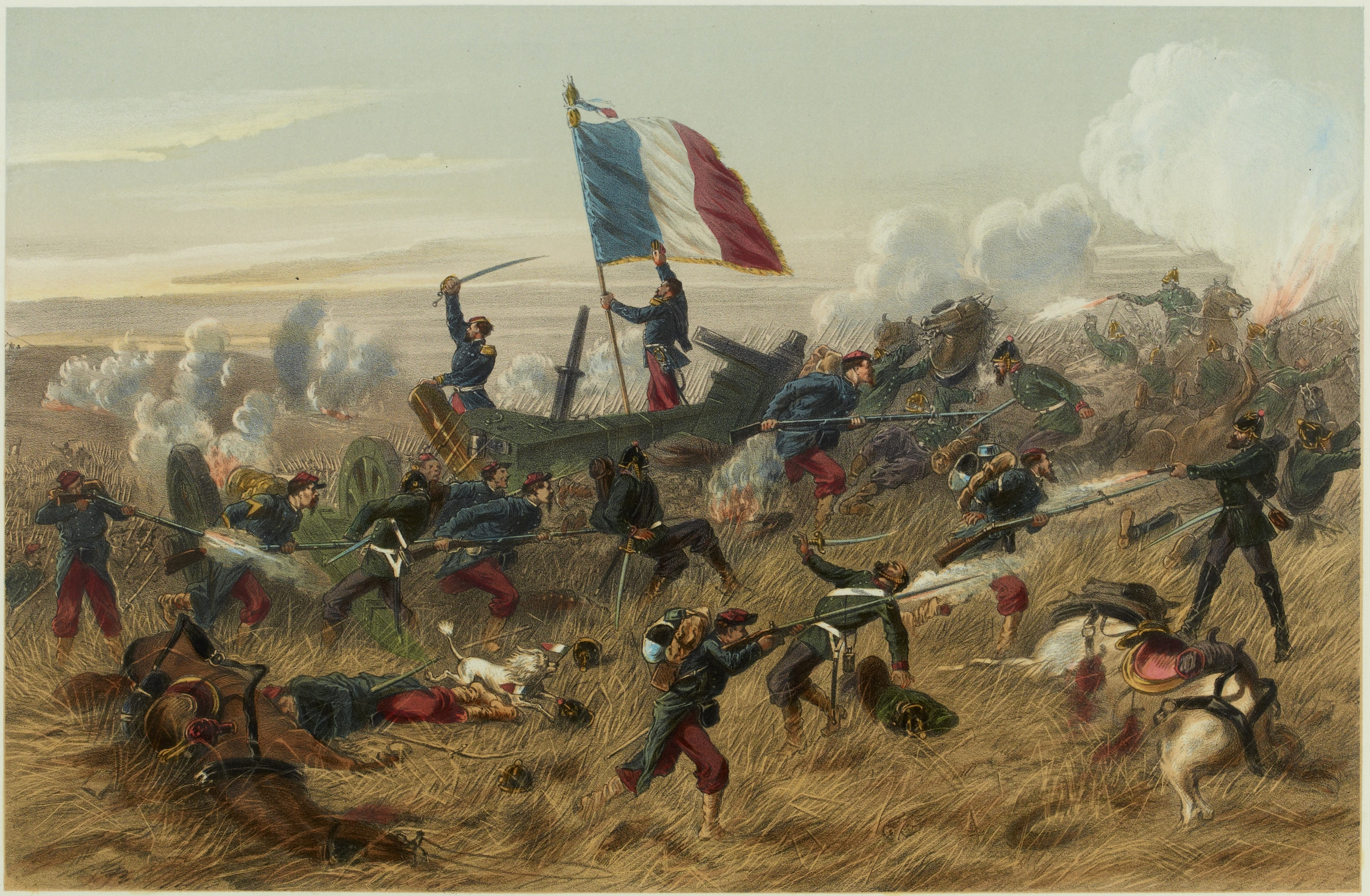
普仏戦争『グラヴロットの戦い』
(クロモリトグラフ、1870年)

彼はジャーナリストとしても活動し、フランスの新聞「イリュストラシオン」や「ユニヴェール・イリュストレ」、「ル・モンド・イリュストレ」、ベルギーの雑誌「イリュストラシオン・ユーロピエンヌ」などにフランスをはじめとする構造物や構築物、産業や政治、イベント、事件や災害についてのイラストを描いた。その数は数千点に上り、ペール・ラシェーズ墓地やカタコンブ・ド・パリ、普仏戦争、露土戦争、パリ万国博覧会 (1878年)を題材とした作品も残している。また、画家としても1857年から1871年までサロン・ド・パリに出展した。
小説の挿絵でも活躍し、1871年には当時ジュール・ヴェルヌの作品を出版していたピエール＝ジュール・エッツェルが、フェラにヴェルヌの小説『洋上都市』の挿絵を依頼している。ヴェルヌもまたフィギエの著書に魅了されていた一人であった。以後、彼は当時ヴェルヌの作品を手がけていたアルフォンス・ド・ヌヴィルや、エドゥアール・リウー、ジョルジュ・ルーなどとともに、ヴェルヌの9つの小説に延べ530点の挿絵を描いた。また、ゾラの『ジェルミナール』（1886年）、ユーゴーの『九十三年』(1876年) や『見聞録』(1887年) 、外国文学ではシャルル・ボードレールが翻訳した、エドガー・アラン・ポオの作品集『新・並外れた物語』（Nouvelles histoires extraordinaires、1857年）や、ジュリエット・ド・ロシェが翻訳した、カール・マイの『鮫の王』（Le Roi des requins、1887年）などに挿絵を提供し、コンスタン・アメロの『小さなパリジャンのフランス旅行』や、マレス・ド・ボーリューの『12歳のロビンソン』といったジュブナイルの挿絵も担当した。
1906年6月6日、彼はパリの現在10区にあるフェルナン・ヴィダル病院（:fr）の前身であるメゾン・デュボアで亡くなり、モンパルナス墓地の17区に埋葬された。
彼の作品は、現在カルナヴァレ博物館などに収蔵されている。

## 図版を担当した著作家と作品（一部）

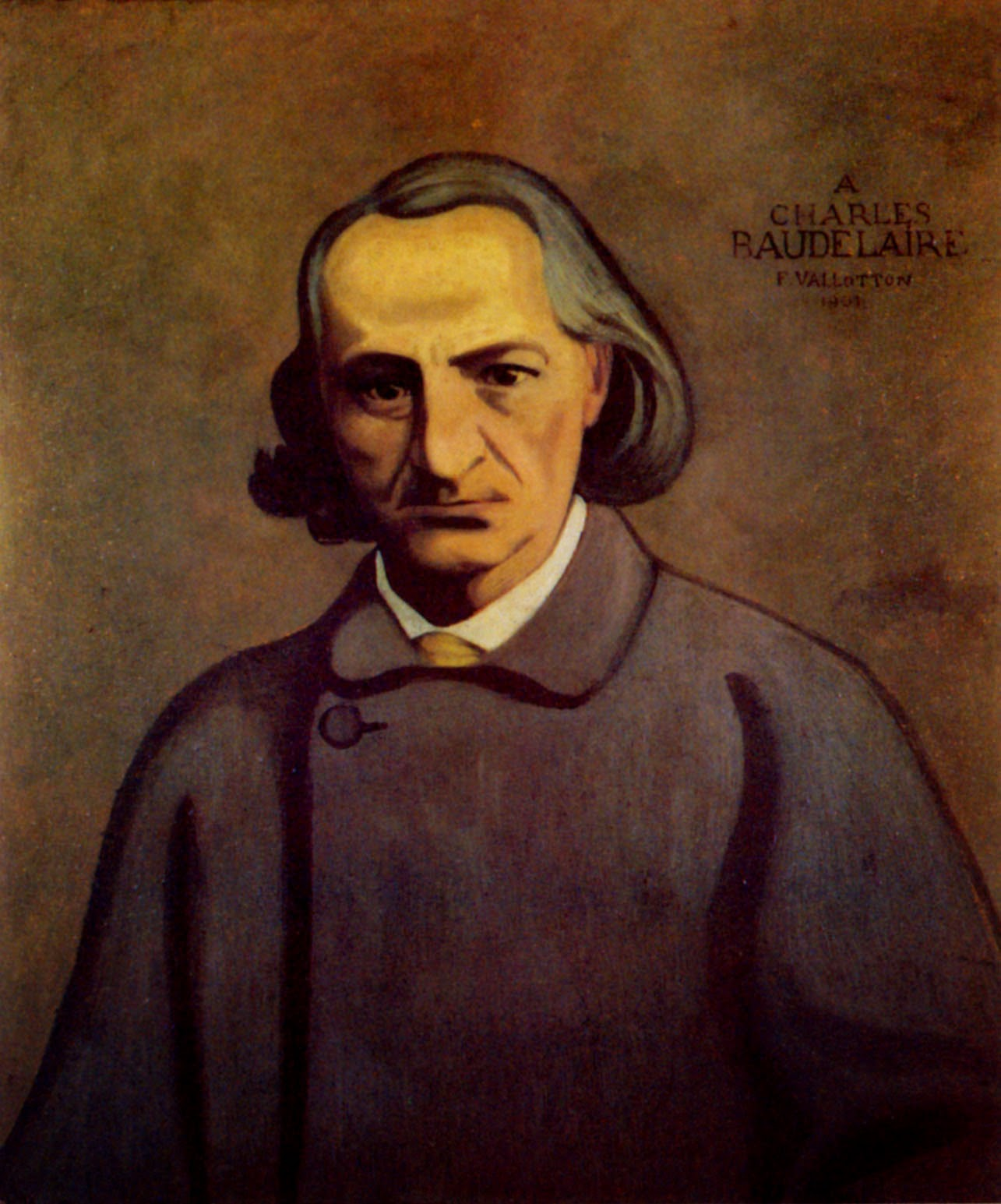
C・ボードレール
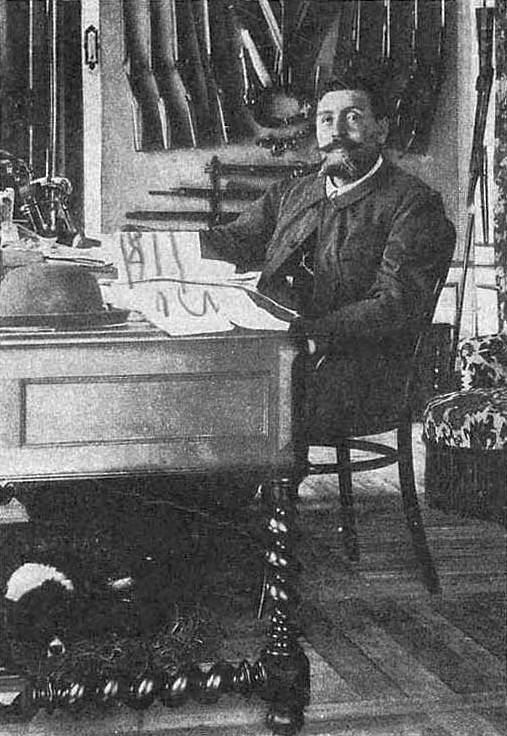
L - H・ブセナール
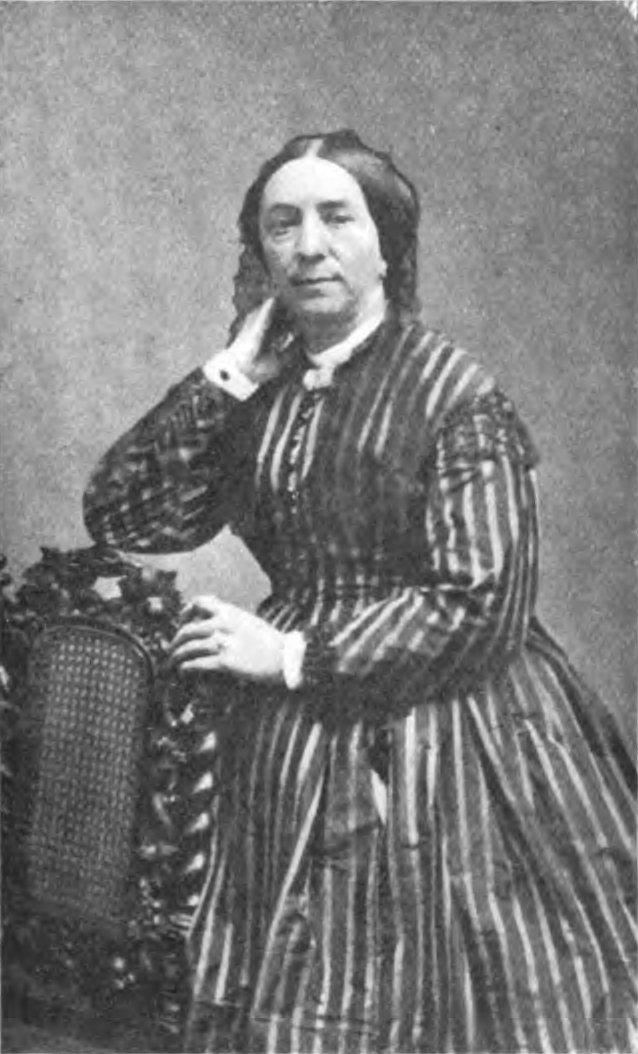
M・P - カルパンティエ
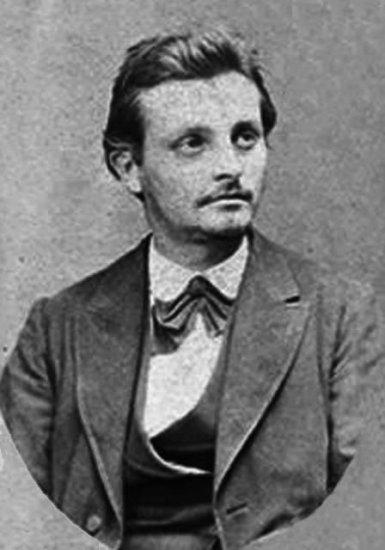
マキシム・エレーヌ
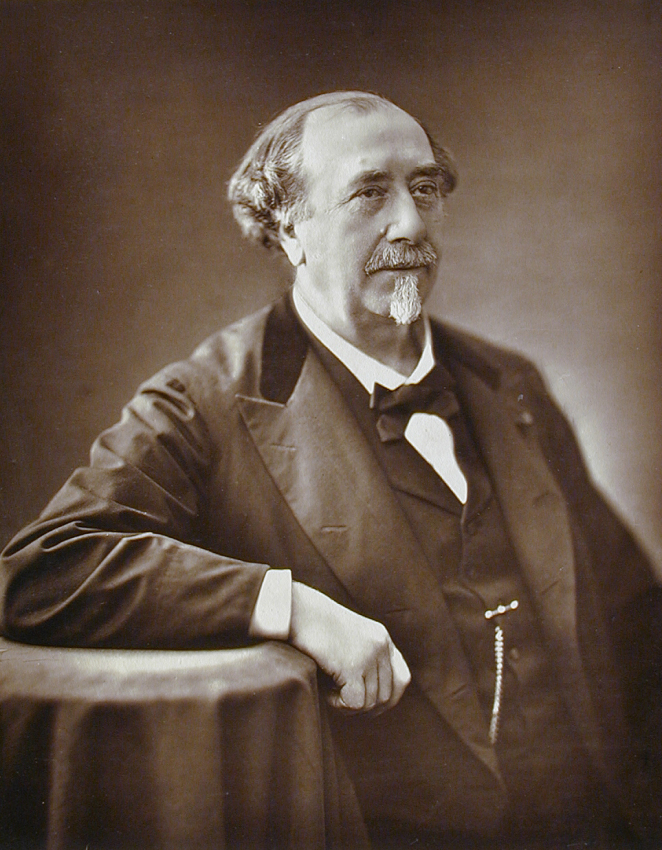
ルイ・フィギエ
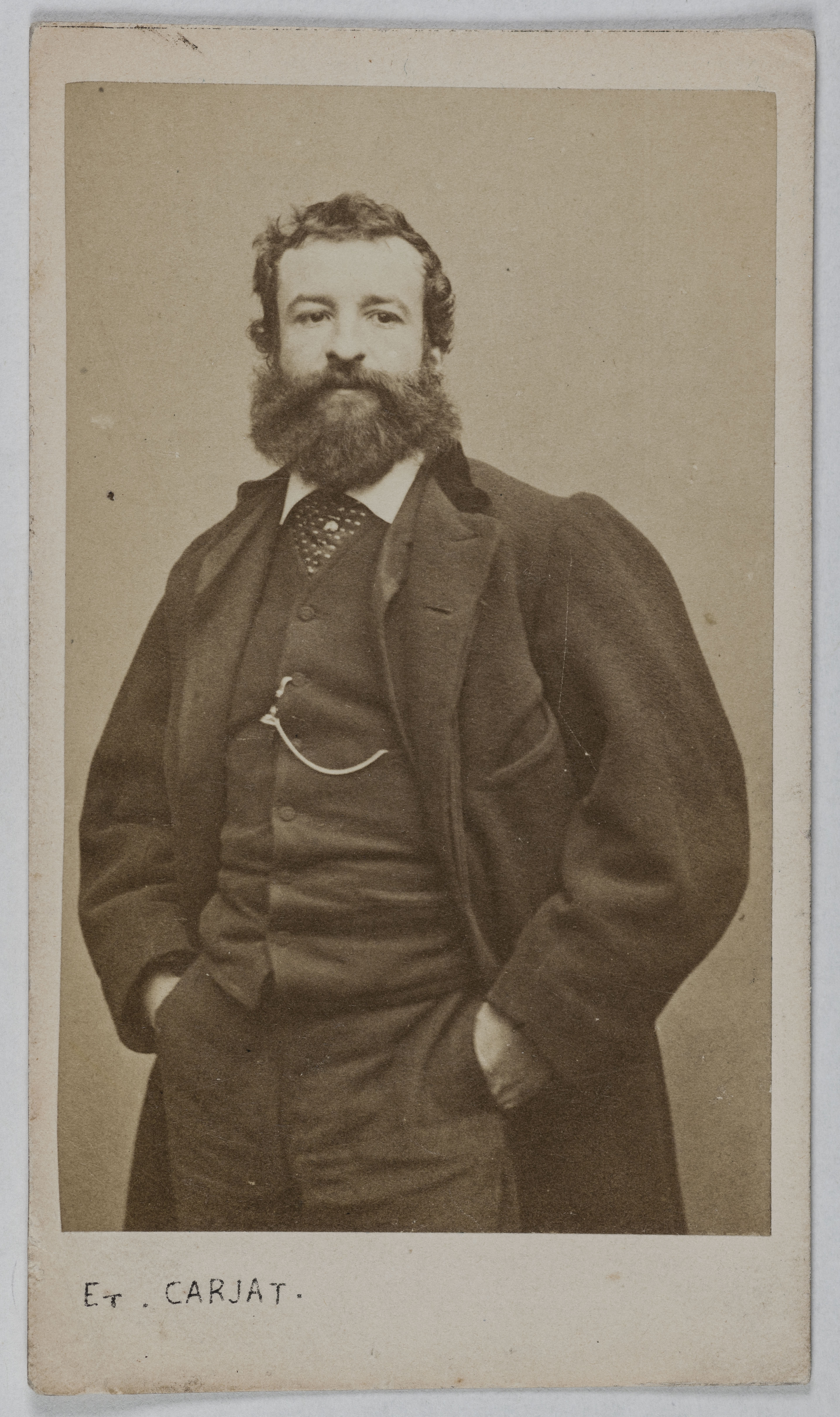
W・D・フォンヴィエル
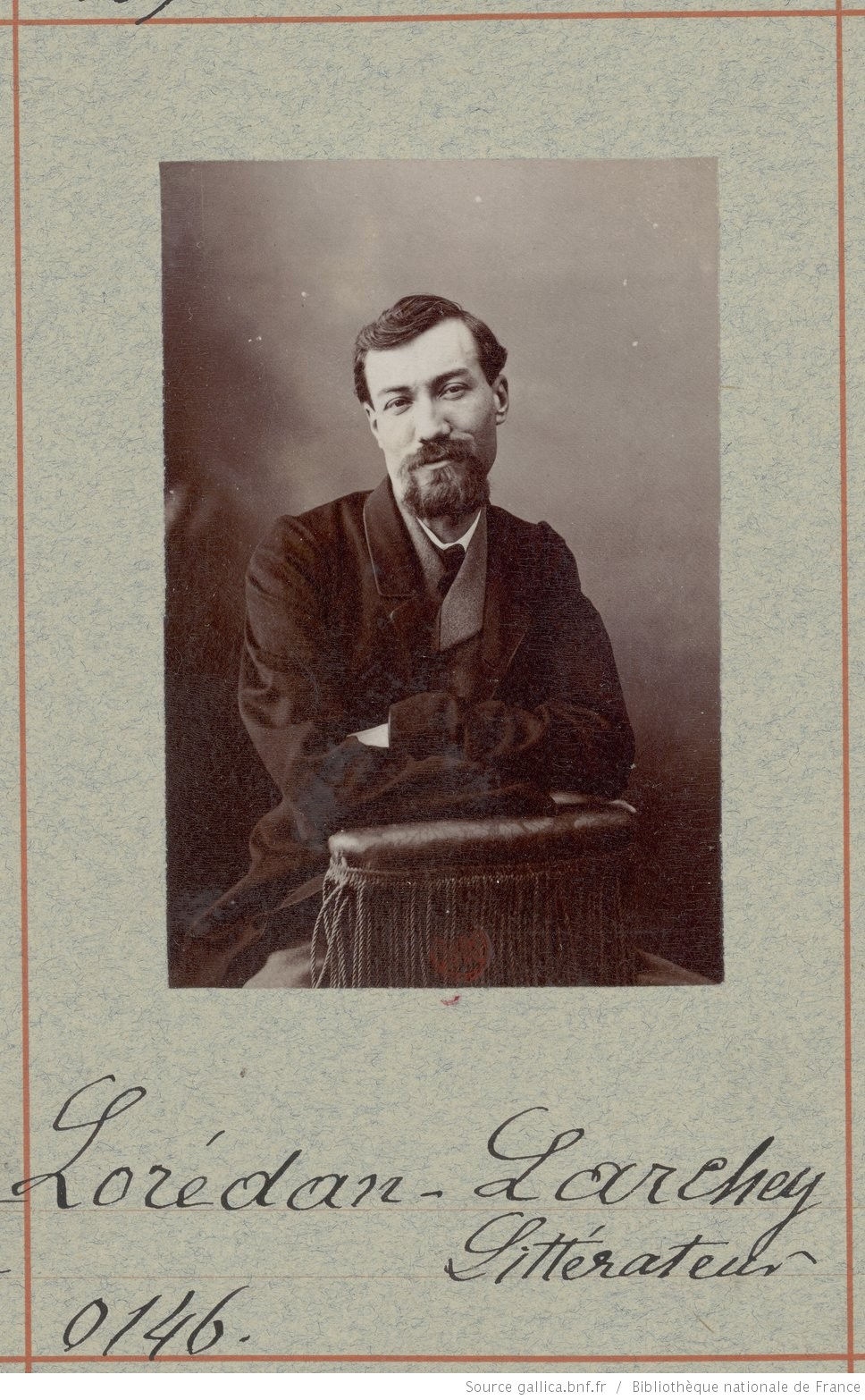
ロレドン・ラルシェ
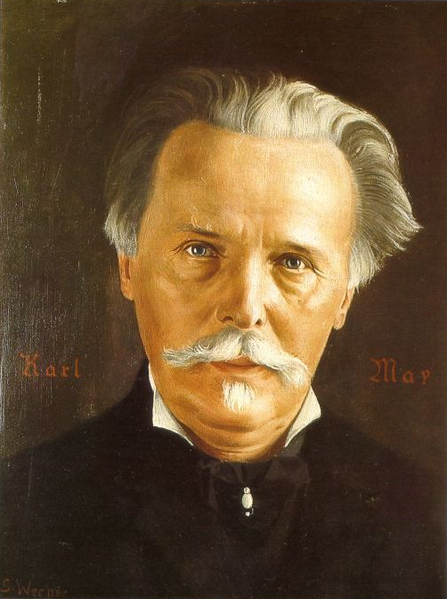
カール・マイ
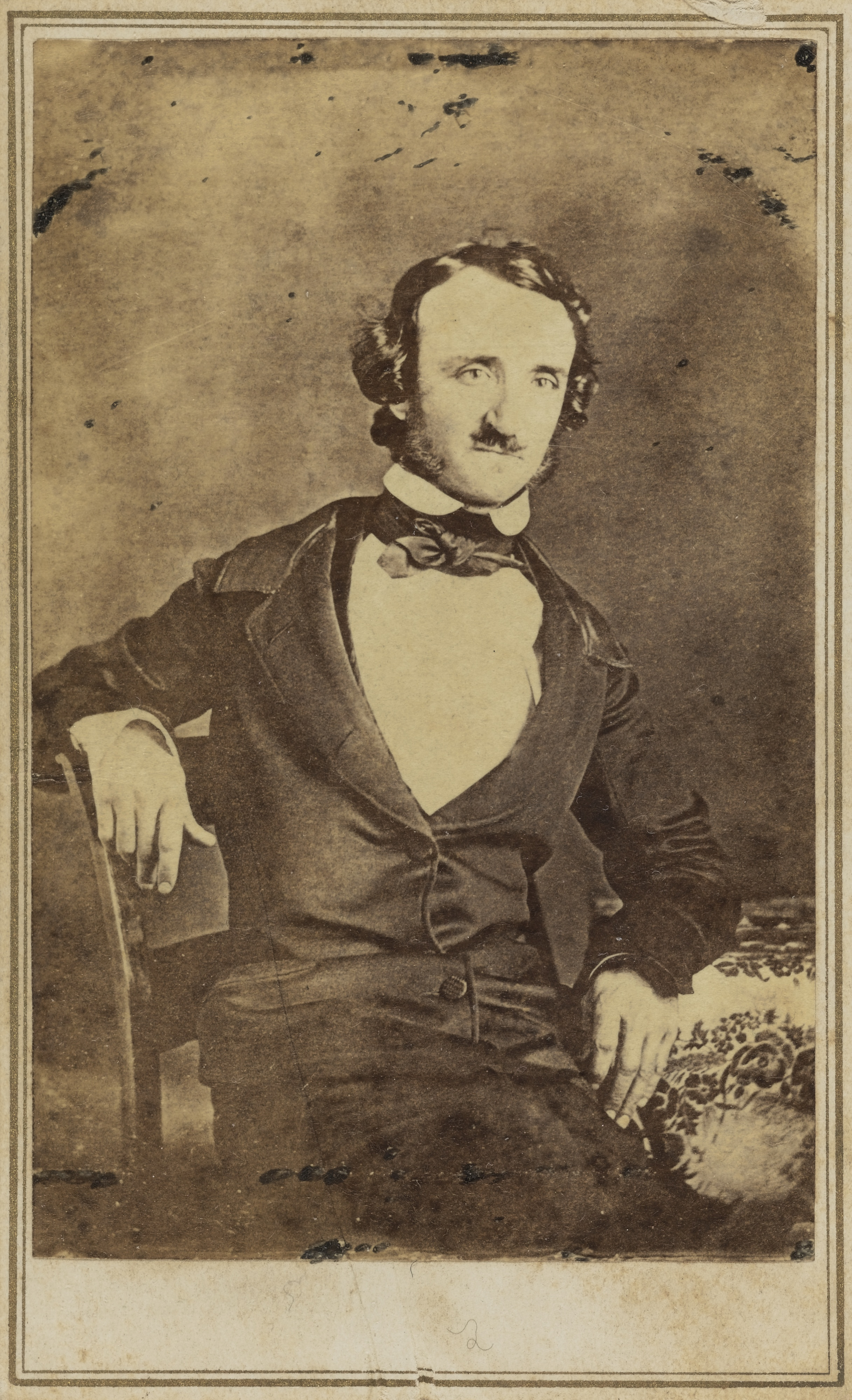
E・A・ポオ
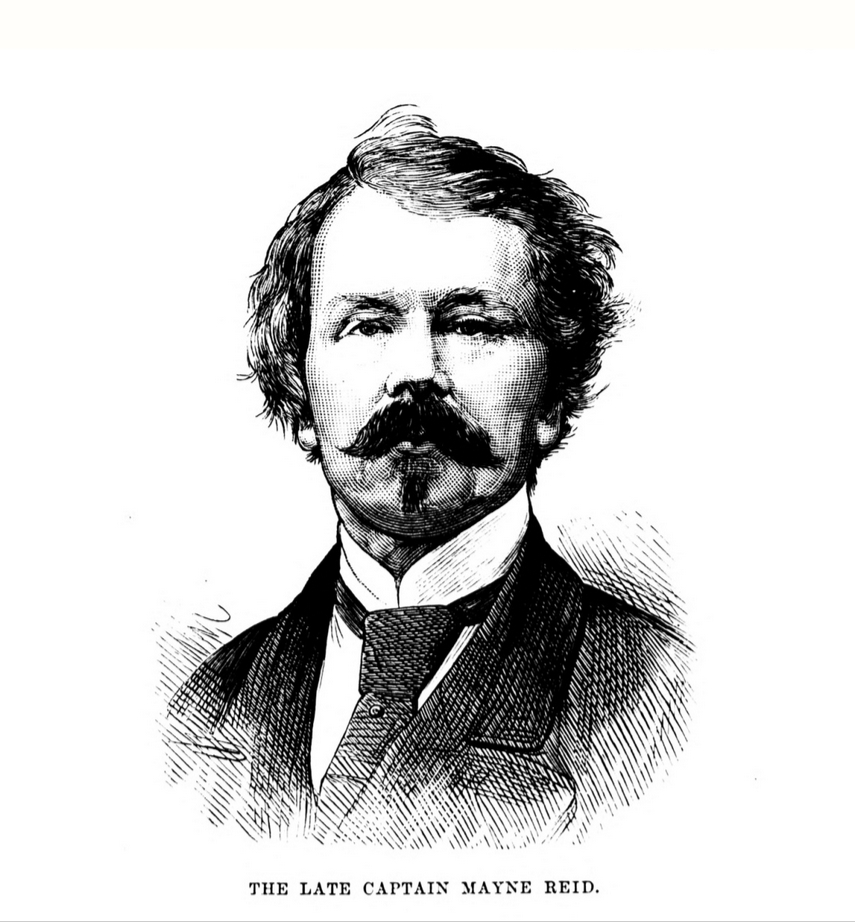
T・M・リード
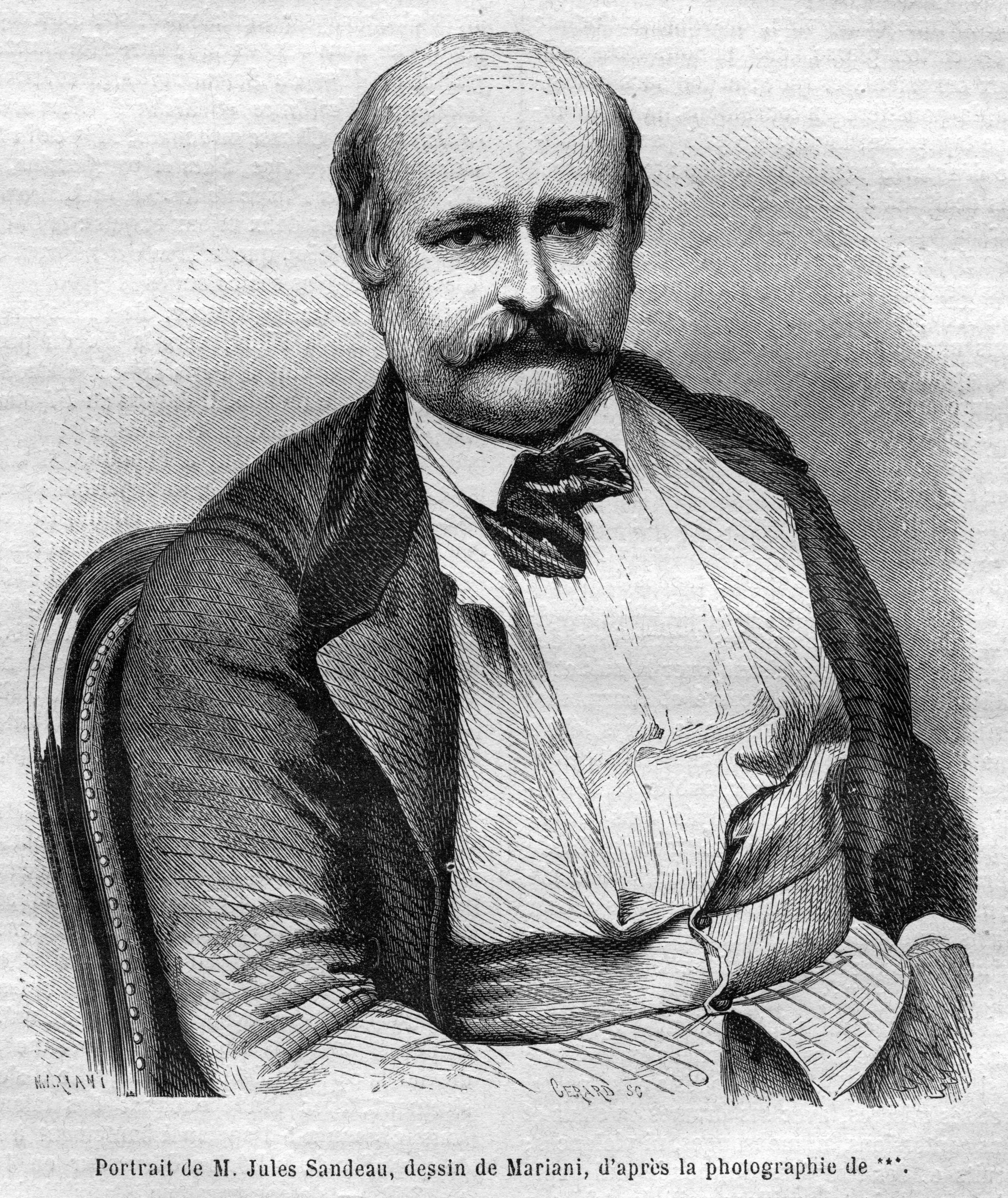
ジュール・サンドゥ
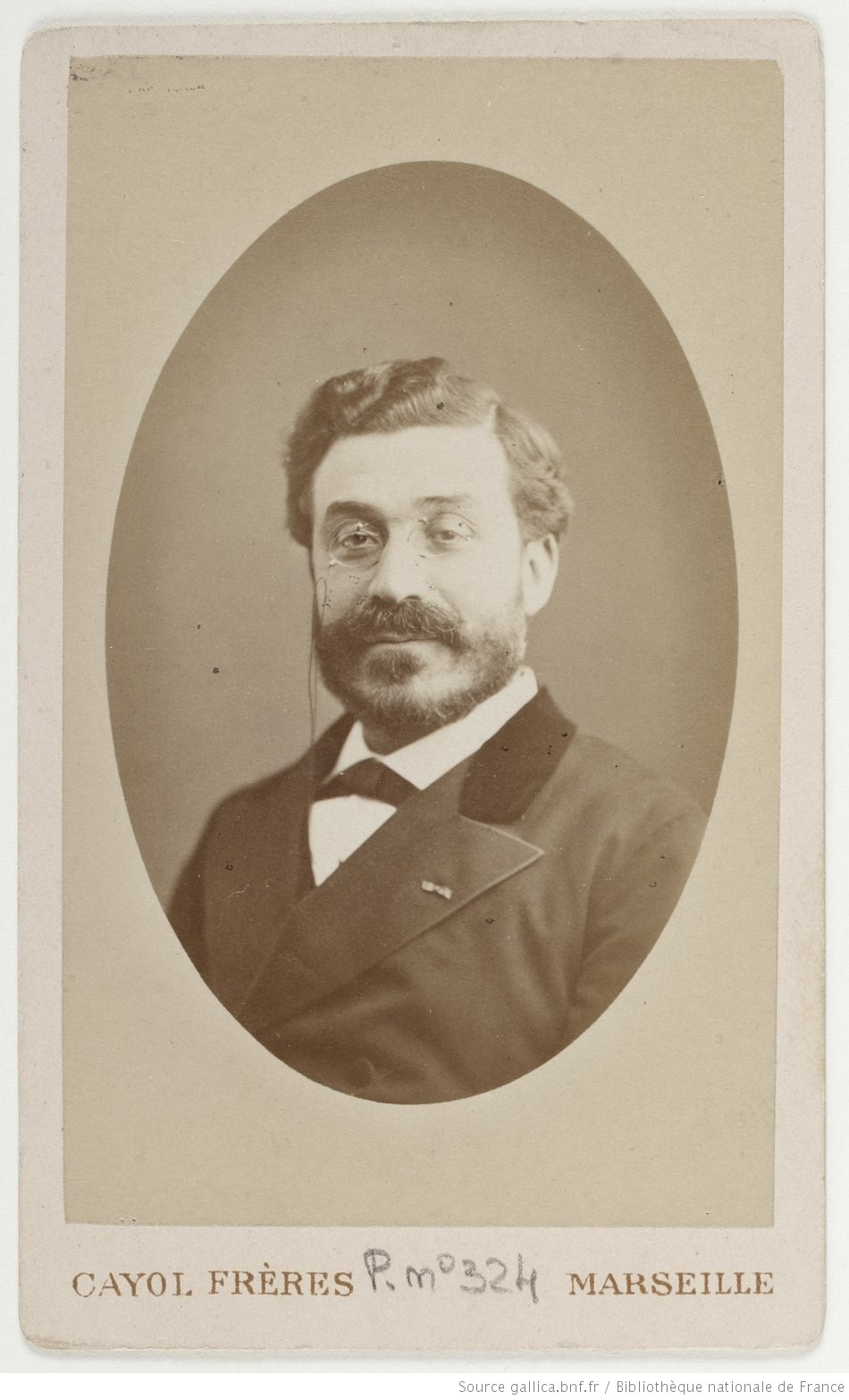
ルイ・シモナン
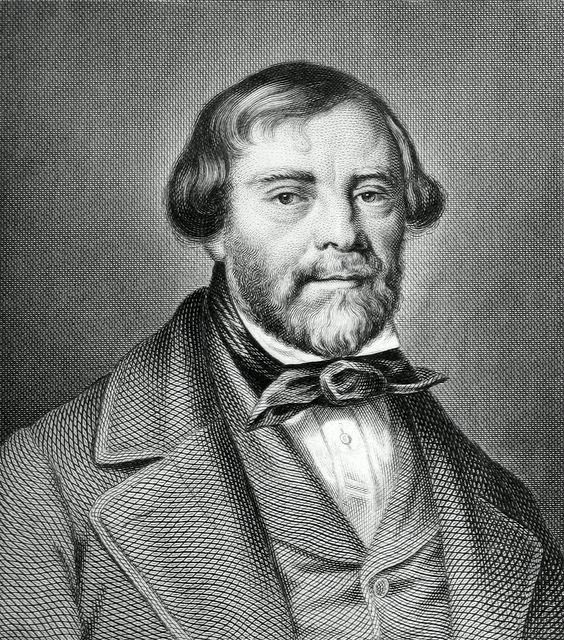
ウージェーヌ・シュー
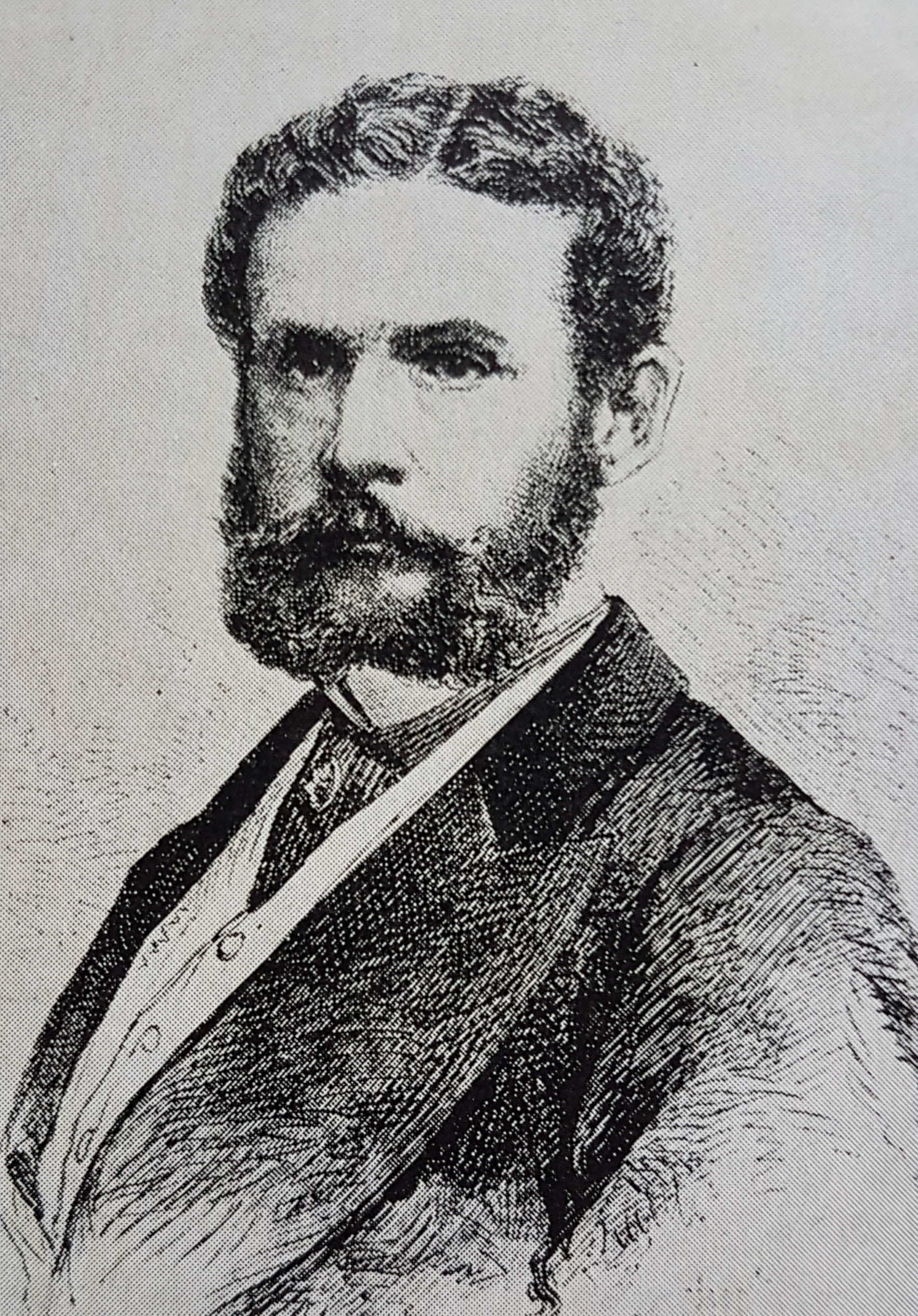
G・ティサンディエ
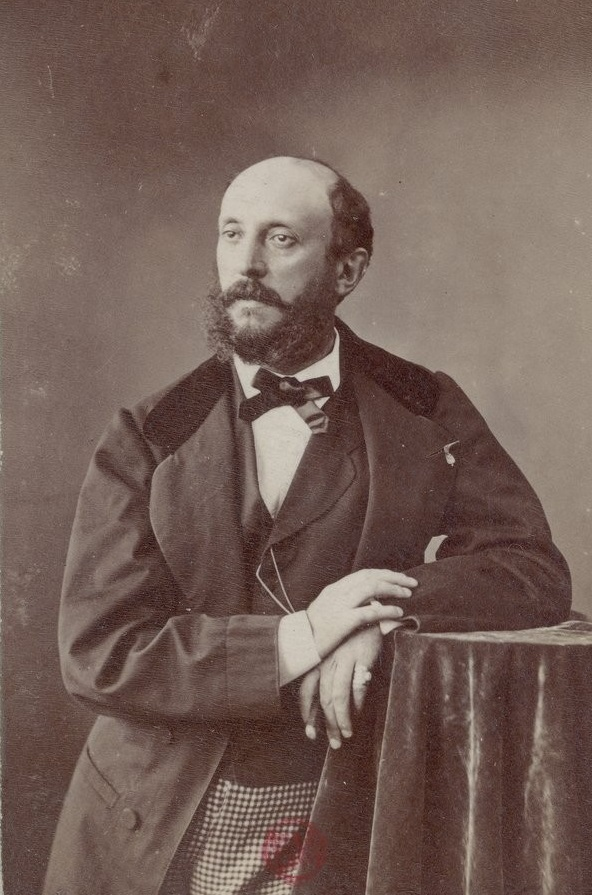
ジュール・トゥルガン
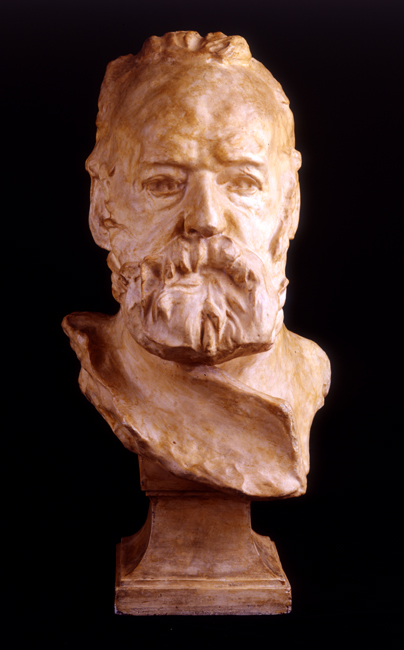
ヴィクトル・ユーゴー
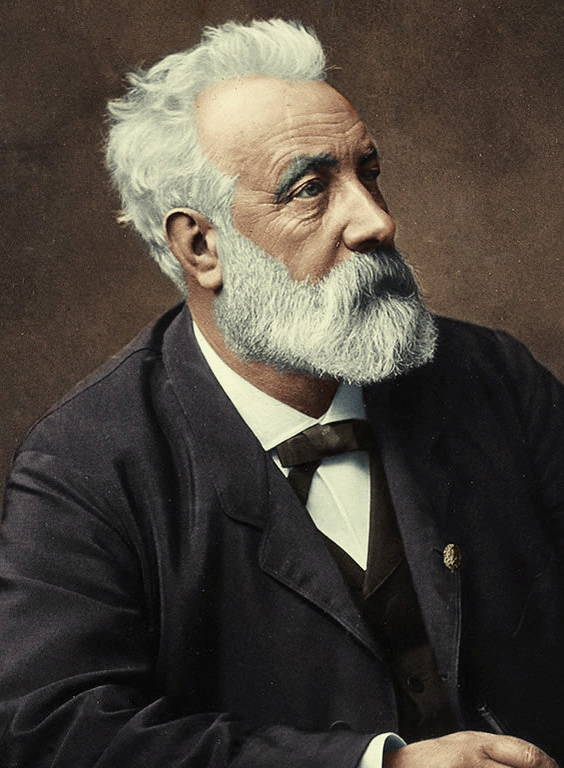
ジュール・ヴェルヌ
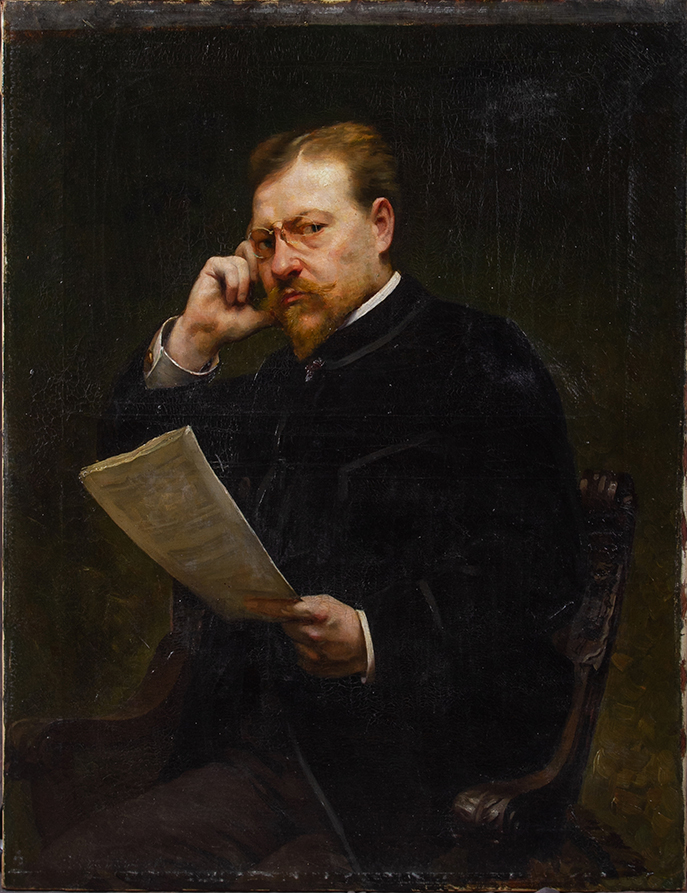
エミール・ゾラ

- Constant Améro

Le tour de France d'un petit Parisien 1885 Librairie illustrée (Paris) BNF 300163078
- Various authors

Histoire populaire de la France 1862-63 Hachette (Paris) BNF 44931993r
- Jean-Adolphe Bocquin

Combat de Wissembourg : 4 août 1870 : [estampe] 1870 Eugène Jouy, Edit (Paris) BNF 38793173r
Bataille de Forbach : 6 août 1870 : [estampe] 1870 Eugène Jouy Edit (Paris) BNF 38793173r
- Louis Boussenard

Aventures périlleuses de trois français au pays des diamants. 1884 Librairie illustrée (Paris) BNF 30148897q
Aventures d'un gamin de Paris à travers l'Océanie BNF 434282892
- Marie Pape-Carpantier

Enseignement par les yeux 1860s-1880s Hachette (Paris)
- Augustin Challamel

Album du Centenaire. Grands hommes et grands faits de la Révolution Française. BNF 340143227
- Martial Deherrypon

Les merveilles de la chimie (4e éd.) 1890 Hachette (Paris) BNF 30310960f
- Louis Figuier

Les Merveilles de l’Industrie 1873-76 Texte en ligne 1 2 3 4 ; textes en ligne disponibles sur IRIS : tome 1, tome 2, tome 3, tome 4
- Wilfrid de Fonvielle

Le pétrole 1888 Hachette (Paris) BNF 30448616v
- Victor Hugo

Choses vues 1887 BNF 322629695
Quatrevingt-treize 1874 BNF 364982576
- Lorédan Larchey

Dictionnaire historique, étymologique et anecdotique de l'argot parisien : sixième édition des Excentricités du langage, mise à la hauteur des révolutions du jour 1872 F. Polo (Paris) BNF 323493271
- Jeanne Sophie Mallès de Beaulieu et Henri Lepind, Hermann Vogel

Le Robinson de douze ans : histoire intéressante d’un jeune mousse français, abandonné dans une île déserte 1882 P. Ducrocq (Paris) BNF 300724174※挿絵の一部を担当
- Karl May

Le roi des requins ; suivi de Le brelan américain ; et de L'Anaïa du brigand  1887 A. Mame et fils (Tours) BNF 38890598n
- Edgar Allen Poe translated into French by Charles Baudelaire

Nouvelles histoires extraordinaires 1884 Maison Quantin BNF 38889427t※挿絵の一部を担当
- Thomas Mayne Reid

Aventures de terre et de mer J. Hetzel et Cie (Paris) BNF 45221335n※挿絵の一部を担当
- Jules Sandeau

La roche aux mouettes 1871 J. Hetzel et Cie (Paris) BNF 44930233q
- Louis Simonin

La vie souterraine : ou les mines et les mineurs 1867 Hachette (Paris) BNF 31371519h
L'or et l'argent 1877 Hachette (Paris) BNF 313715034
- Leon Sonrel et Yan Dargent, Aibin Mesnel

Le fond de la mer 1868, 1870 Hachette (Paris) BNF 31384243g
- Eugène Sue

Illustrations de Les Mystéres du peuple, ou Histoire d'une famille de prolétaires. BNF 38498028b
- Gaston Tissandier

Histoire de mes ascensions : récit de quarante-cinq voyages aériens (1868-1888) 1889 BNF 31472787z
- Jules Turgan

Les Grandes usines de France : tableau de l'industrie française au XIXe siècle 1859-1898 BNF 32783768s
Teinturerie Boutarel et Cie à Clichy-la-Garenne, MM. Chappat et Cie successeurs, teintures et apprêts sur tissus de laine ou laine et soie (1880) Calmann Lévy (Paris) BNF 315053530
- Jules Verne

Aventures de trois Russes et de trois Anglais dans l'Afrique australe 1872 J. Hetzel et Cie (Paris) BNF 31562255x
Les Forceurs de blocus 1872 J. Hetzel et Cie (Paris) BNF 315626749
Le "Chancellor" 1876, 1902 J. Hetzel et Cie (Paris) BNF 420568907※挿絵の一部を担当
Les Indes noires 1877 J. Hetzel et Cie (Paris) BNF 315624602
L'île mystérieuse 1875 J. Hetzel et Cie (Paris) BNF 315624397
Le Pays des fourrures 1873 J. Hetzel et Cie (Paris) BNF 31562542d※挿絵の一部を担当
Martin Paz 1875 J. Hetzel et Cie (Paris) BNF 420568907
Michel Strogoff 1876 J. Hetzel et Cie (Paris) BNF 31562498r
Un drame au Mexique 1876 J. Hetzel et Cie (Paris) BNF 31562497d
Une ville flottante 1872 J. Hetzel et Cie (Paris) BNF 315626749
- Maxime Vuillaume (Maxime Hélène)

La poudre à canon et les nouveaux corps explosifs 1878 Hachette (Paris) BNF 31610308b
Les galeries souterraines (2e édition) 1879 BNF 31610301x
- Émile Zola

Germinal 1885 Librairie illustrée (Paris) BNF 31690687z

## 製版
西洋の同時代の多くの画家と同じく、彼のドローイングは専門の職人によって木口木版やリトグラフとして出版された。以下に彫版師・製版師の一部を示す。なお、彼が自分自身で彫版を行なった作品もある。

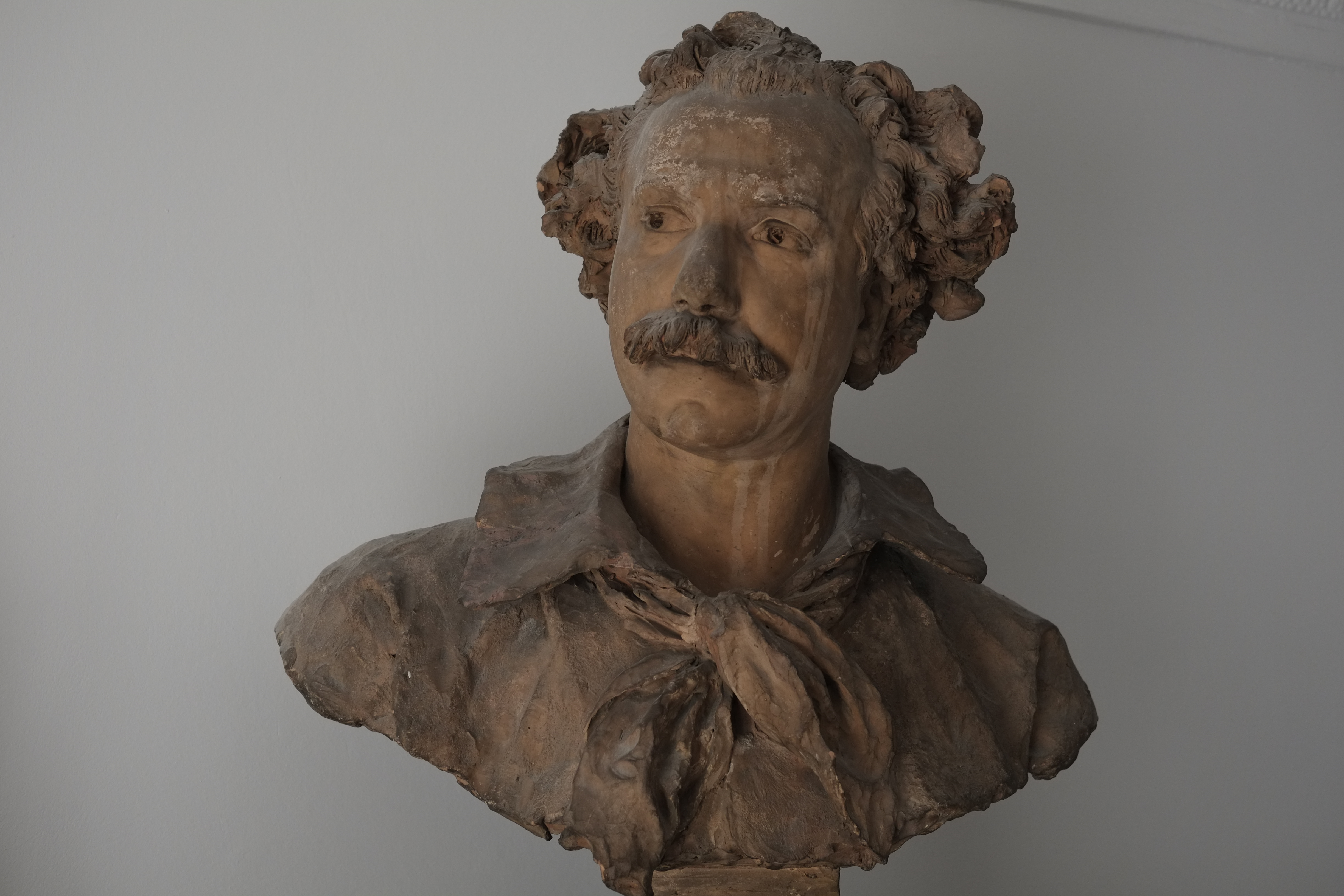
C・バルバン
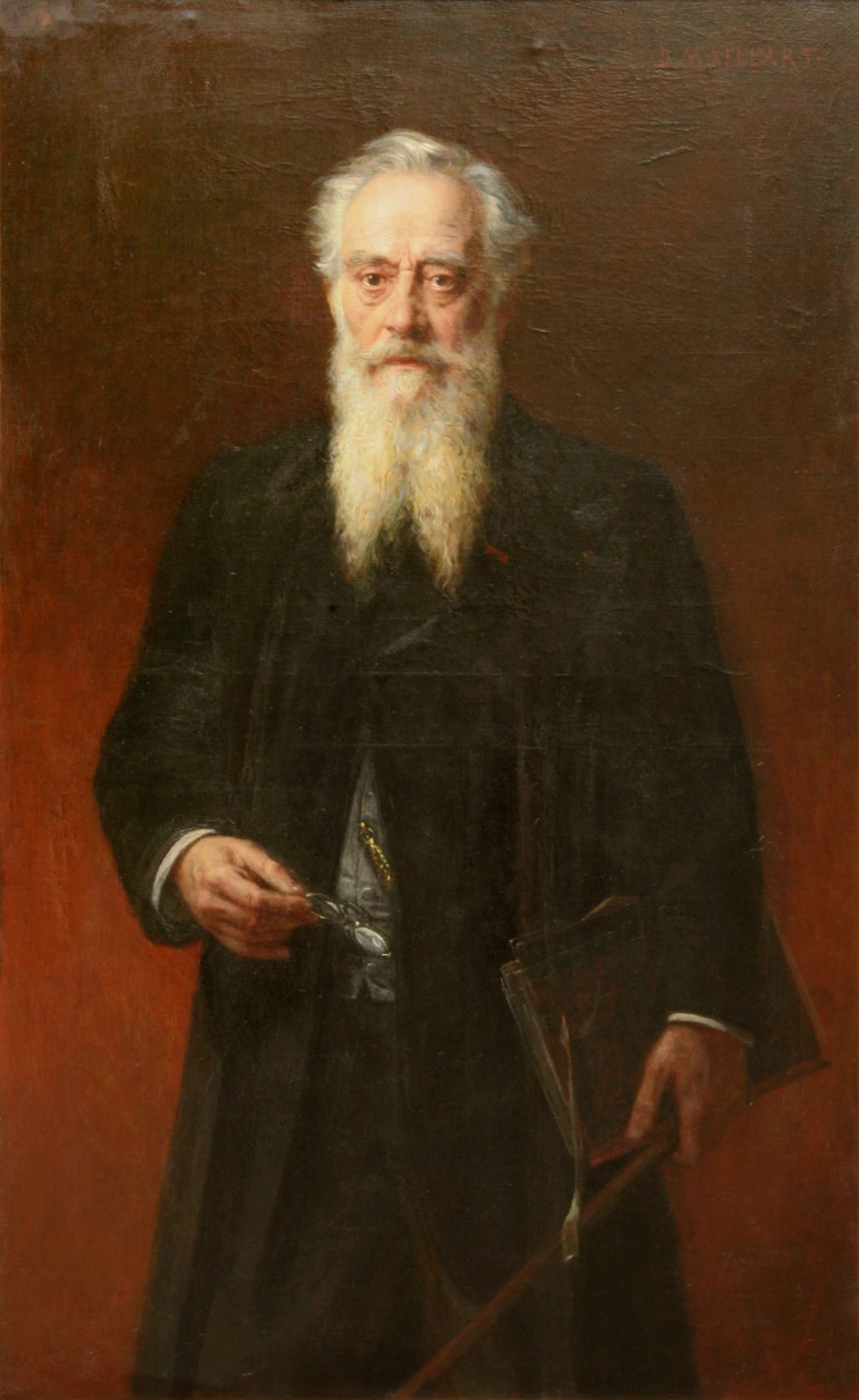
C・フィショ
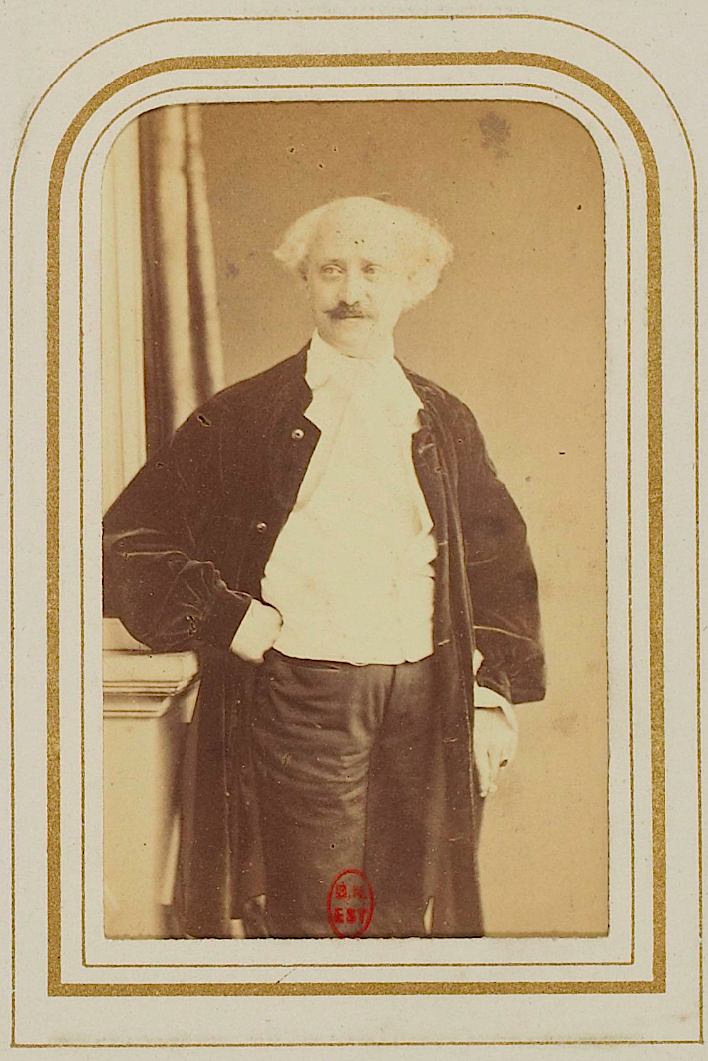
J・B・スミートン
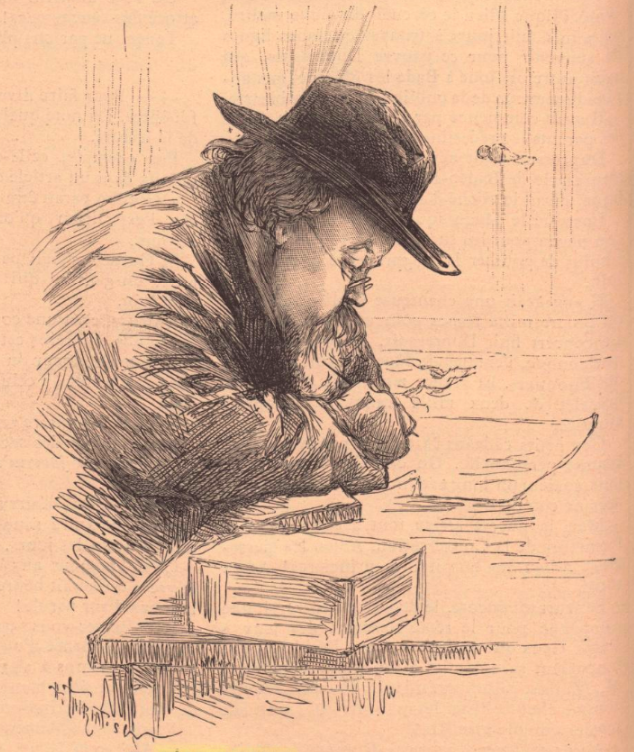
L・プティ
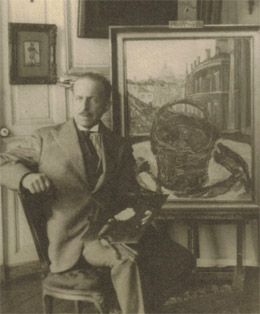
G・デュフレノア

- Charles Allouis
- Joseph Ansseau (1833－?)
- Charles Barbant (1824－1921)
- Jean-Adolphe Bocquin (1826-1880)
- Ignace-François Bonhommé (1809-1881)
- Benoît Bonnafoux (1823-1885)
- François Ernest Bure
- Amédée Daudenarde (1839－1907)
- Georges Dufrénoy (1870－1943)
- François-Pierre-Jean-Désiré Dumont (1831－?)
- Louis Paul Pierre Dumont (1822－1885)
- Hippolyte Dutheil (1842－1917)
- Michel-Charles Fichot (1817－1903)
- Henri Théophile Hildibrand (1824－1897)
- A. Jacob
- Armand Joseph Lallemand (1816－1871)
- Henry Duff Linton (1815－1899)
- Charles Maurand (1824－1904)
- Fortuné Louis Méaulle (1844－1916)
- Frederick William Moller
- Ernest Monnin
- Narcisse Navellier
- François Pannemaker (1822－1900)
- Léonce Petit (1839－1884)
- Désiré Quesnel  (1843－1915)
- Roch Regnier et Cie
- E.Roevens
- Alfred Louis Sargent (1828－?)
- Émile Thomas (1841－1907)
- Smeeton-Tilly

## 作品

ジュール・ヴェルヌ
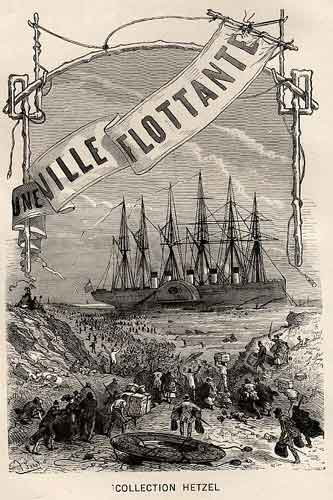
洋上都市 (1871年)
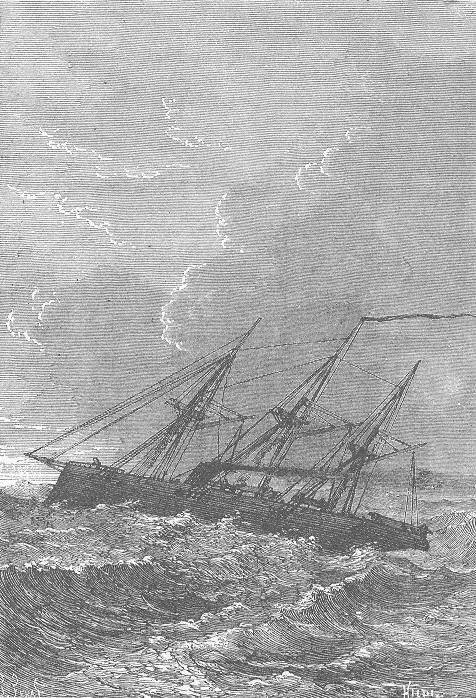
封鎖破り (1871年)
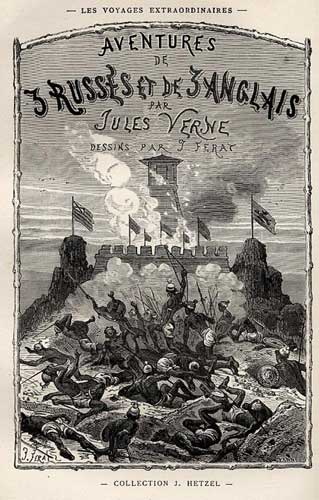
南アフリカでの3人のロシア人と3人のイギリス人の冒険 (1872年)
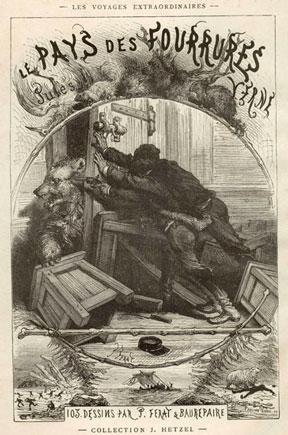
毛皮の国 (1873年)
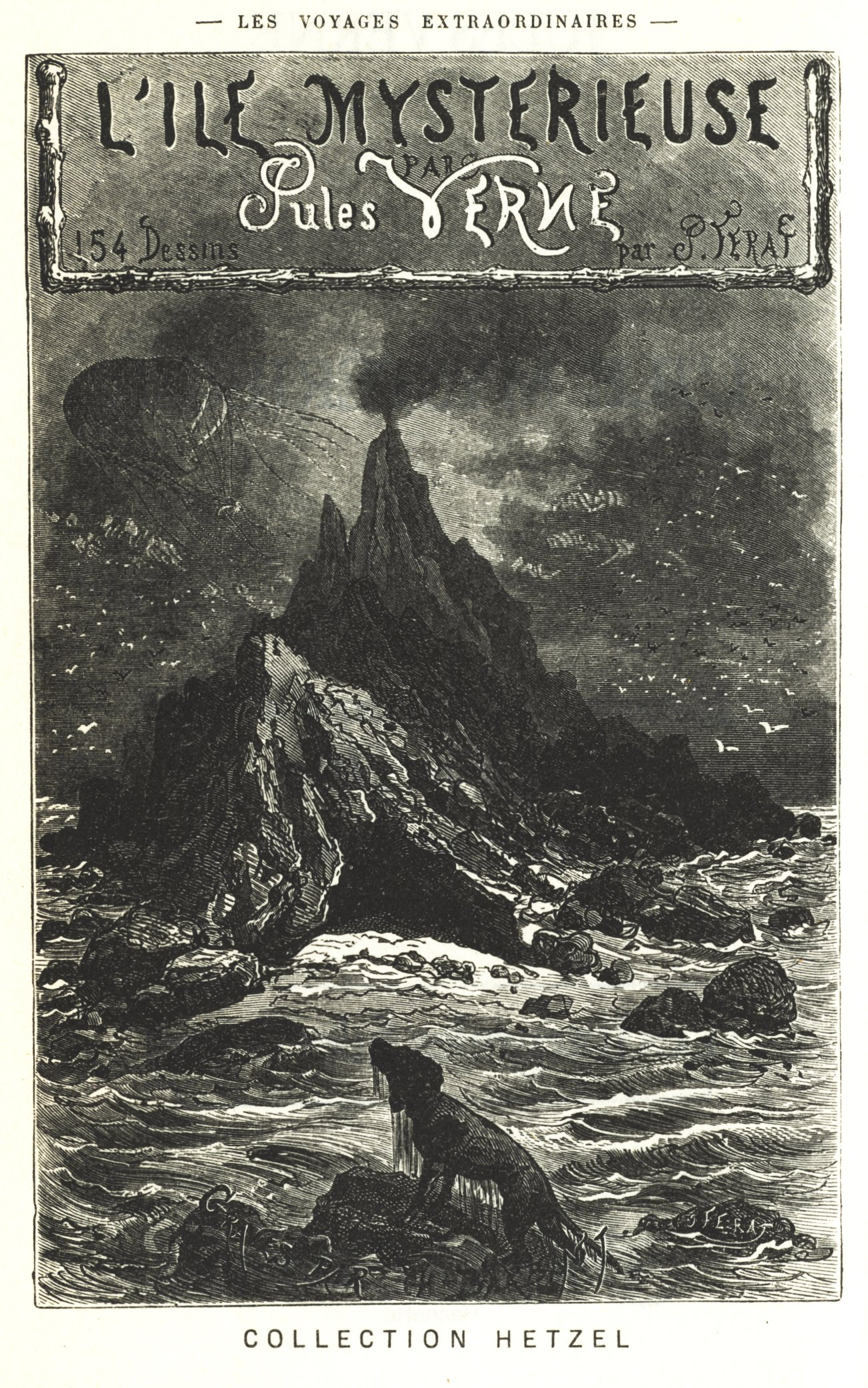
神秘の島 (1874年)
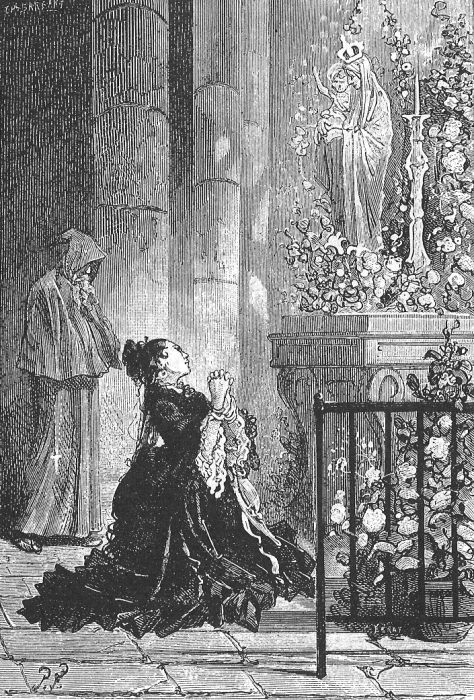
マルティン・パス (1875年)
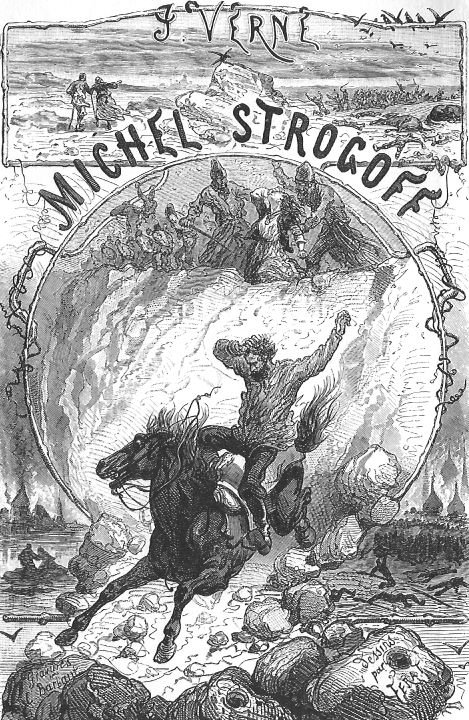
皇帝の密使ミハイル・ストロゴフ (1876年)
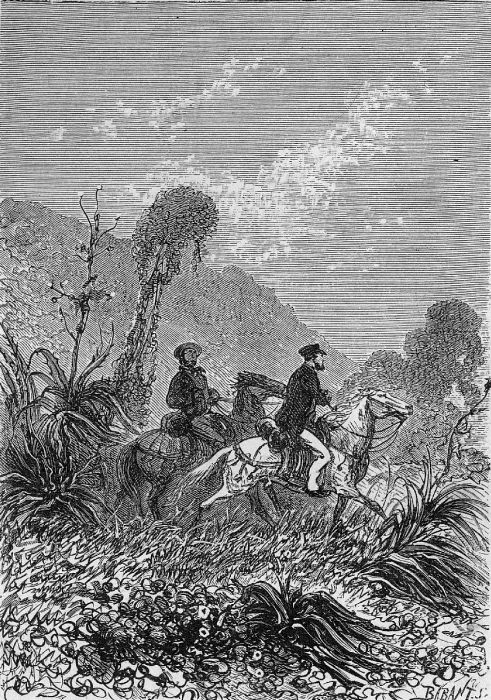
メキシコの悲劇 (1876年)
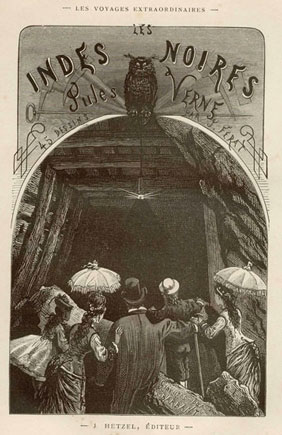
黒いダイヤモンド (1877年)

定期刊行物の挿画
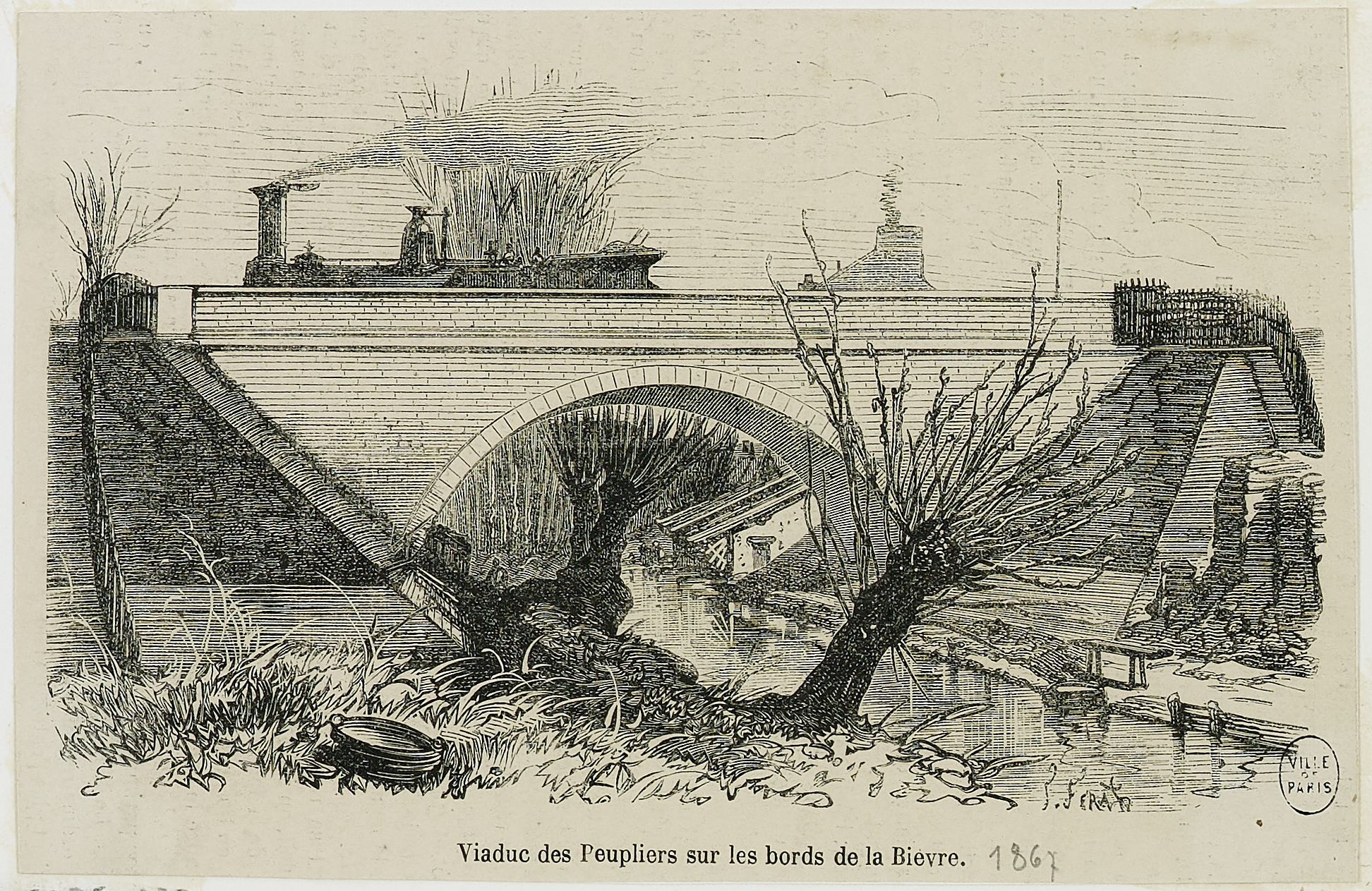
ビエーヴル川の高架線とポプラの木（1867年）
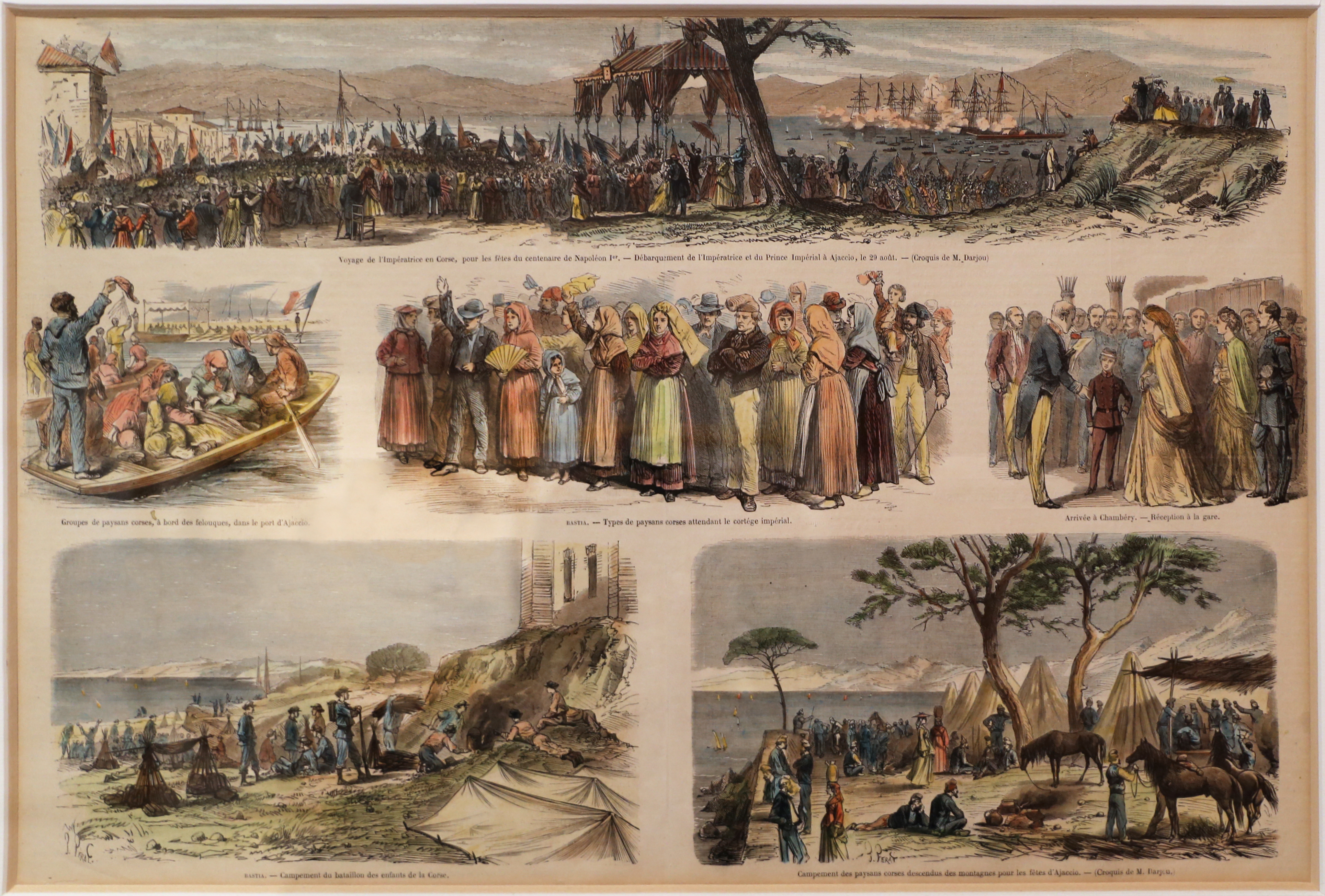
ウジェニー皇后とルイ皇太子のナポレオン・ボナパルト生誕地への旅（1869年）[注 5]
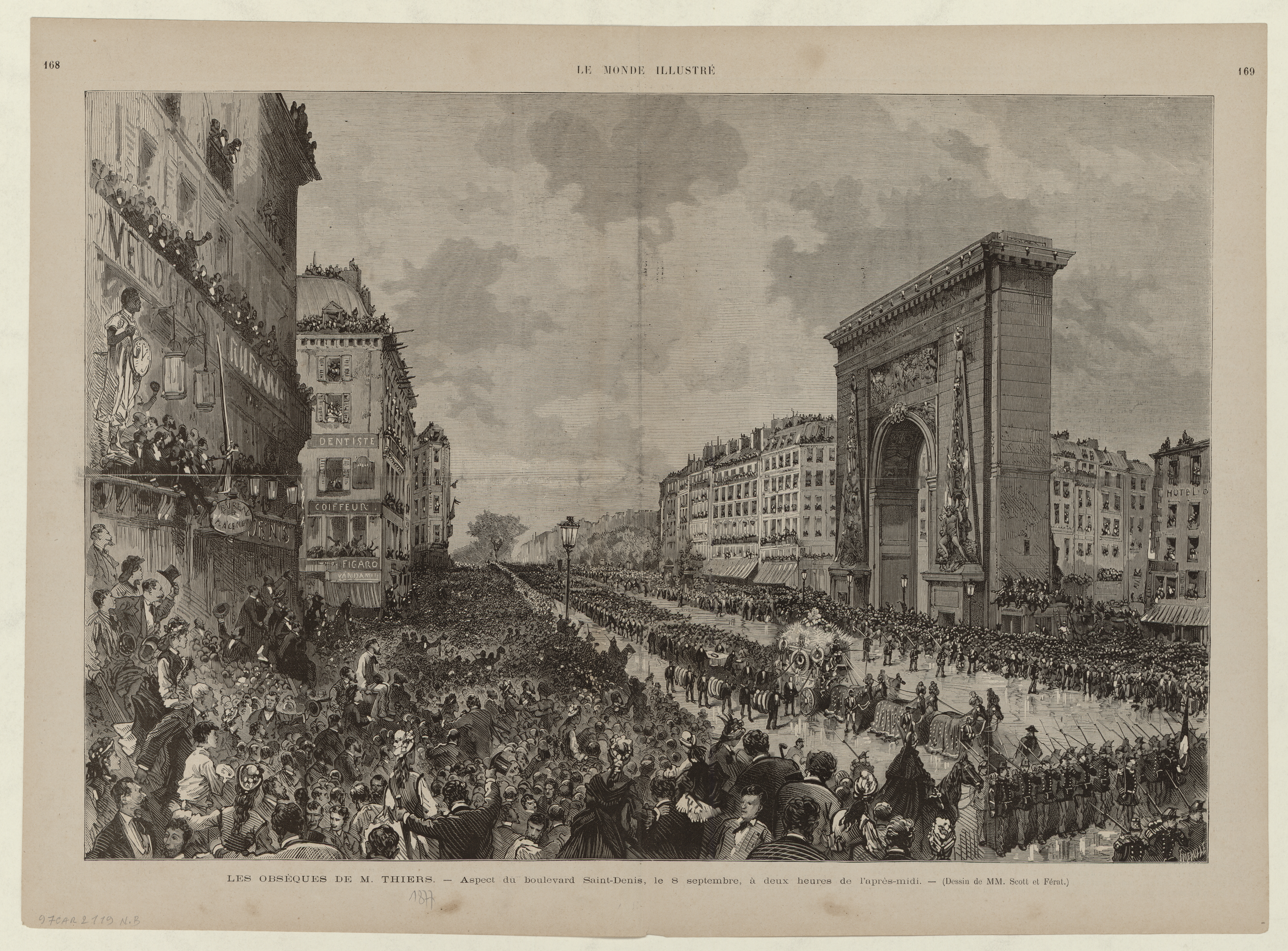
アドルフ・ティエールの葬儀（1877年9月8日）[注 6]
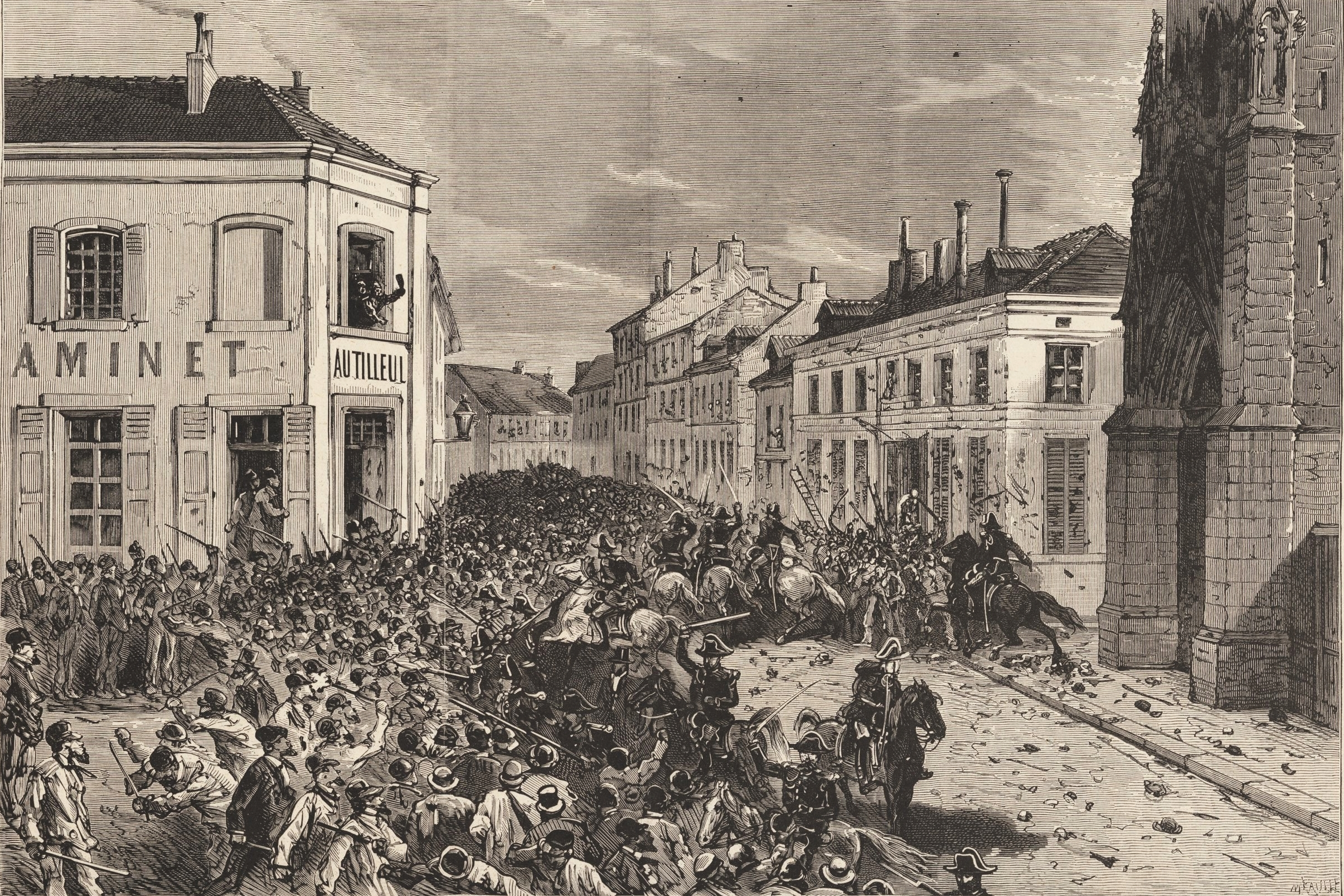
トゥールコワンのイエズス会解散に抗議する群衆（1880年）
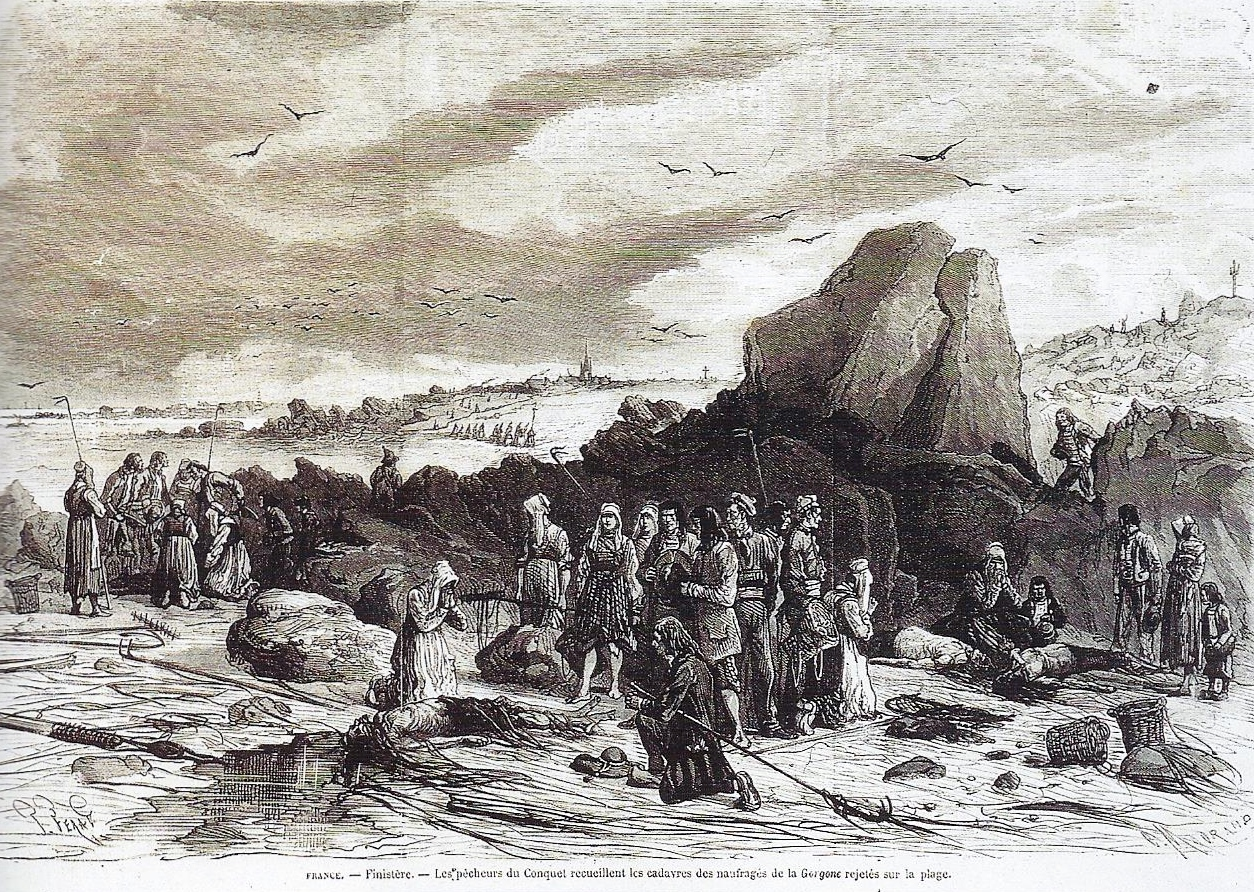
コンケ沖でのコルベット艦、ゴルゴーネ号の難破（1894年）

ルイ・フィギエ『産業の驚異』より
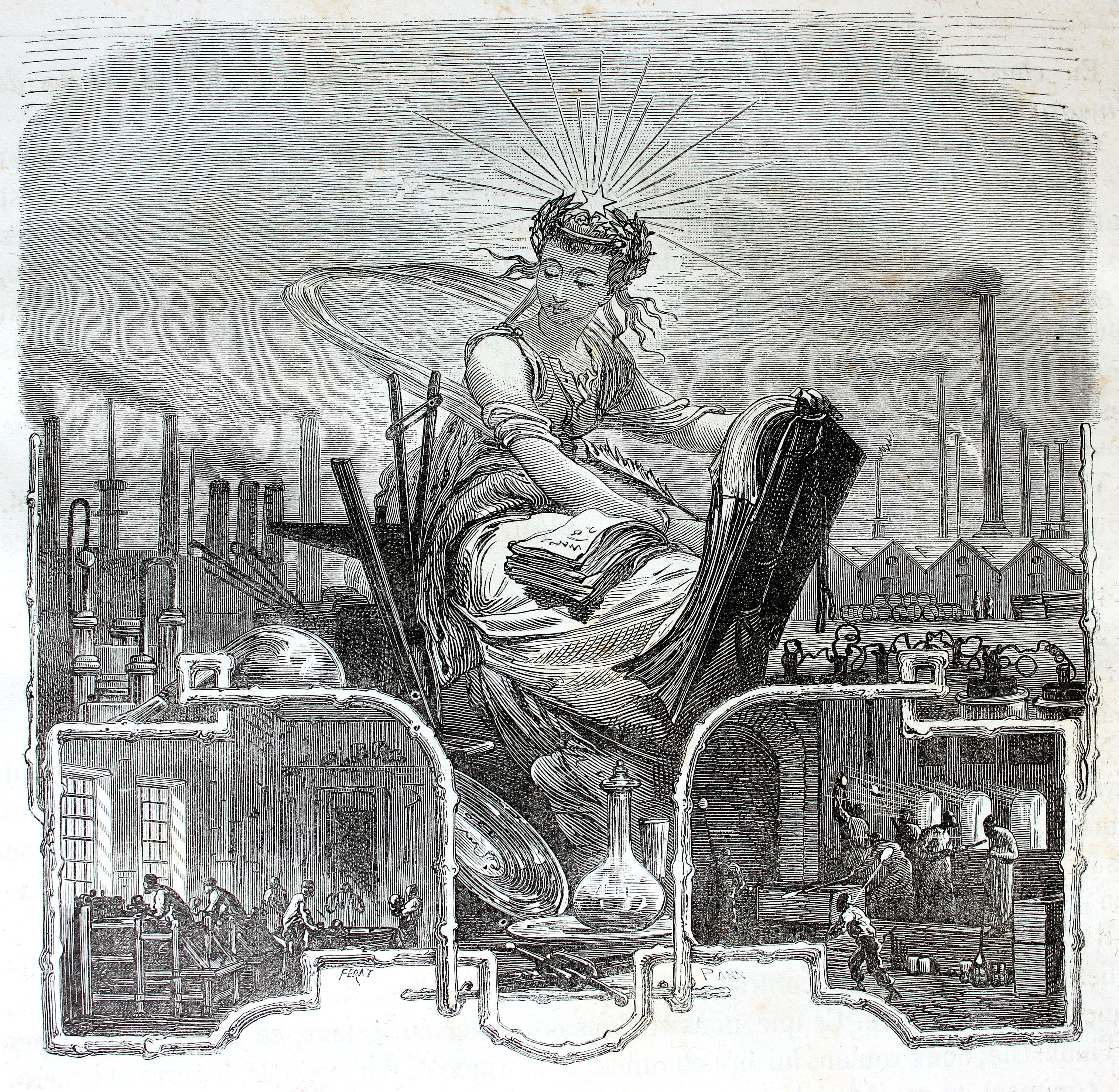
第1巻の扉絵 (1873年)
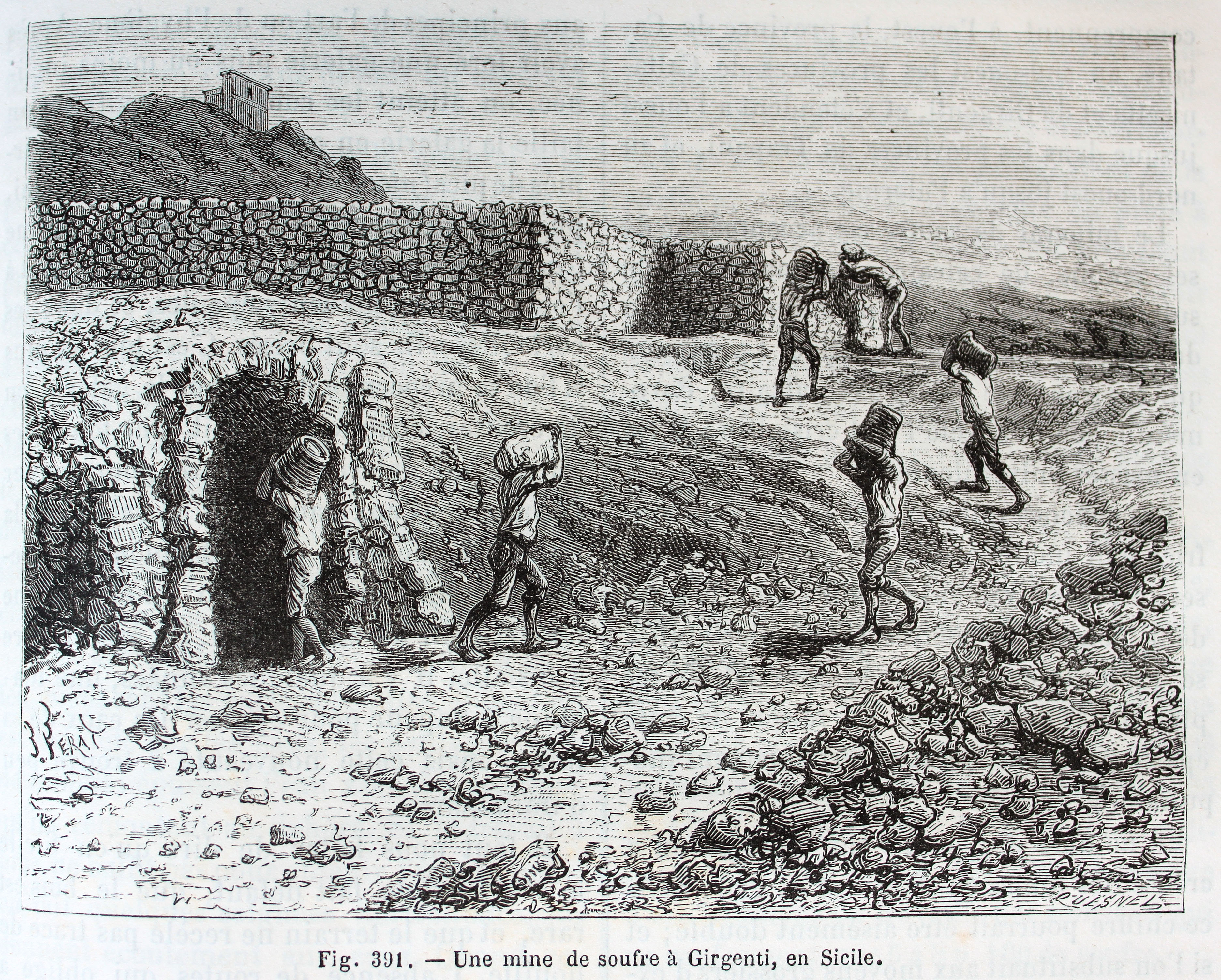
硫黄採掘鉱 (アグリジェント)
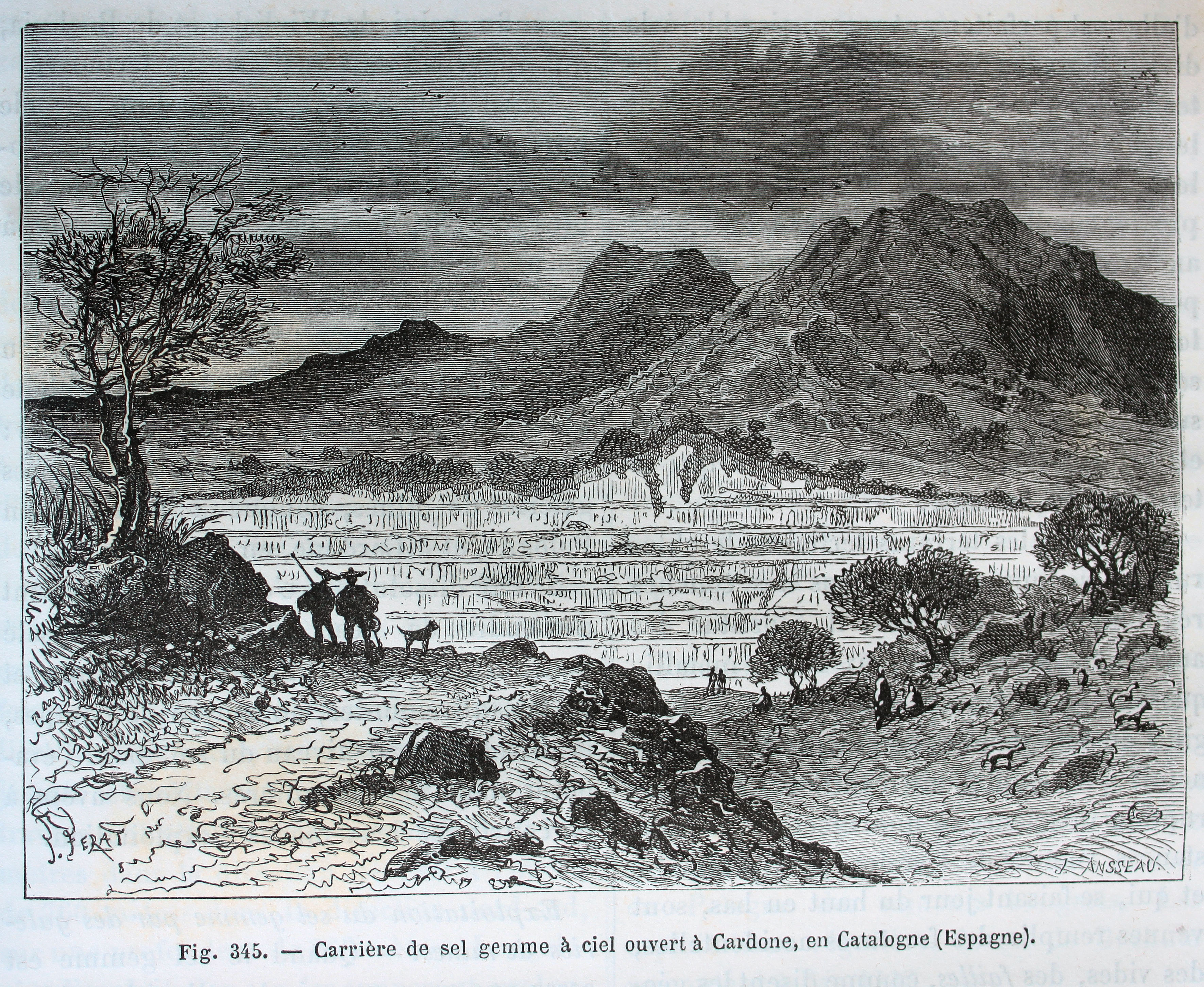
岩塩採石場 (カルドナ)
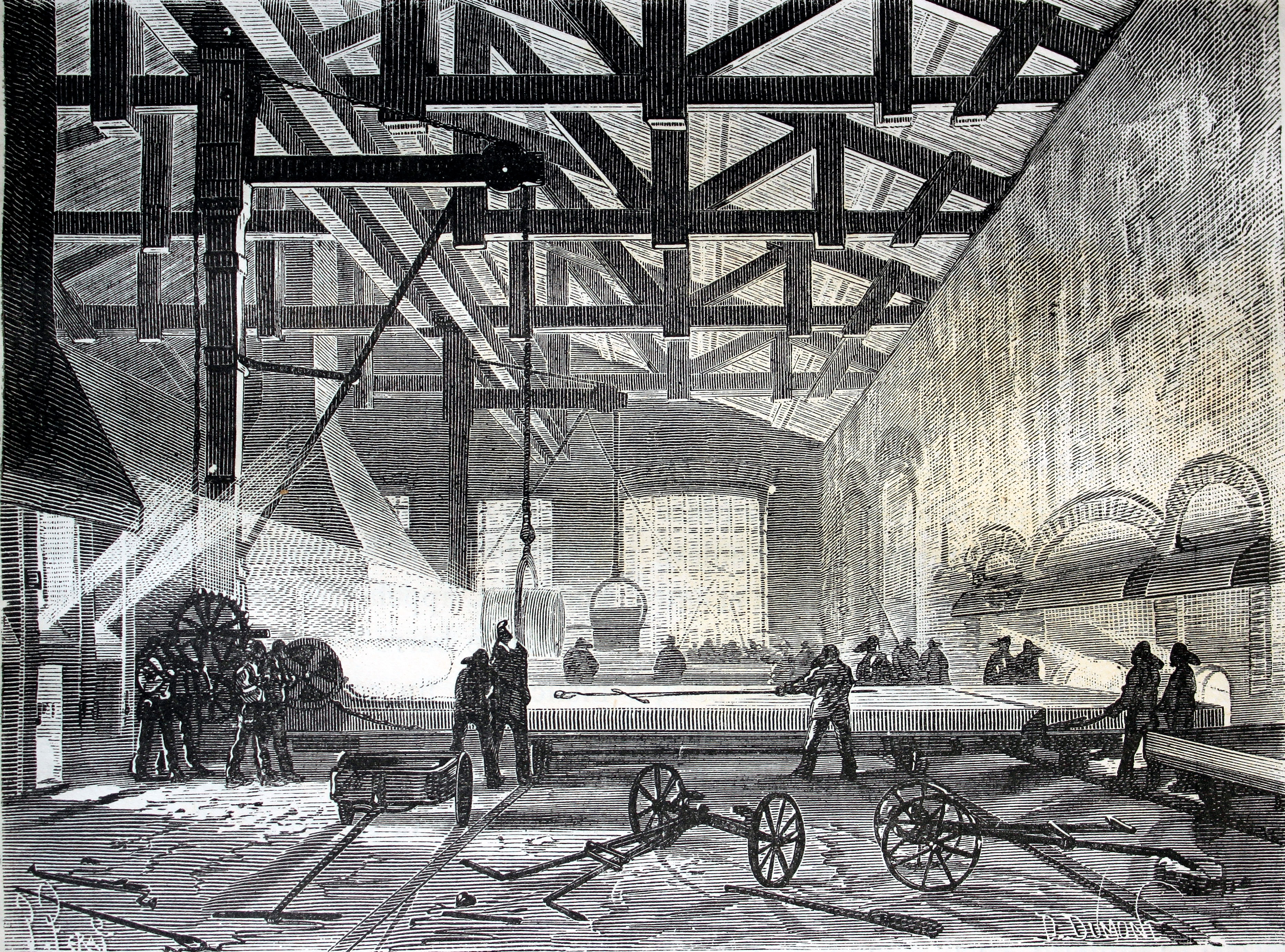
氷の製造
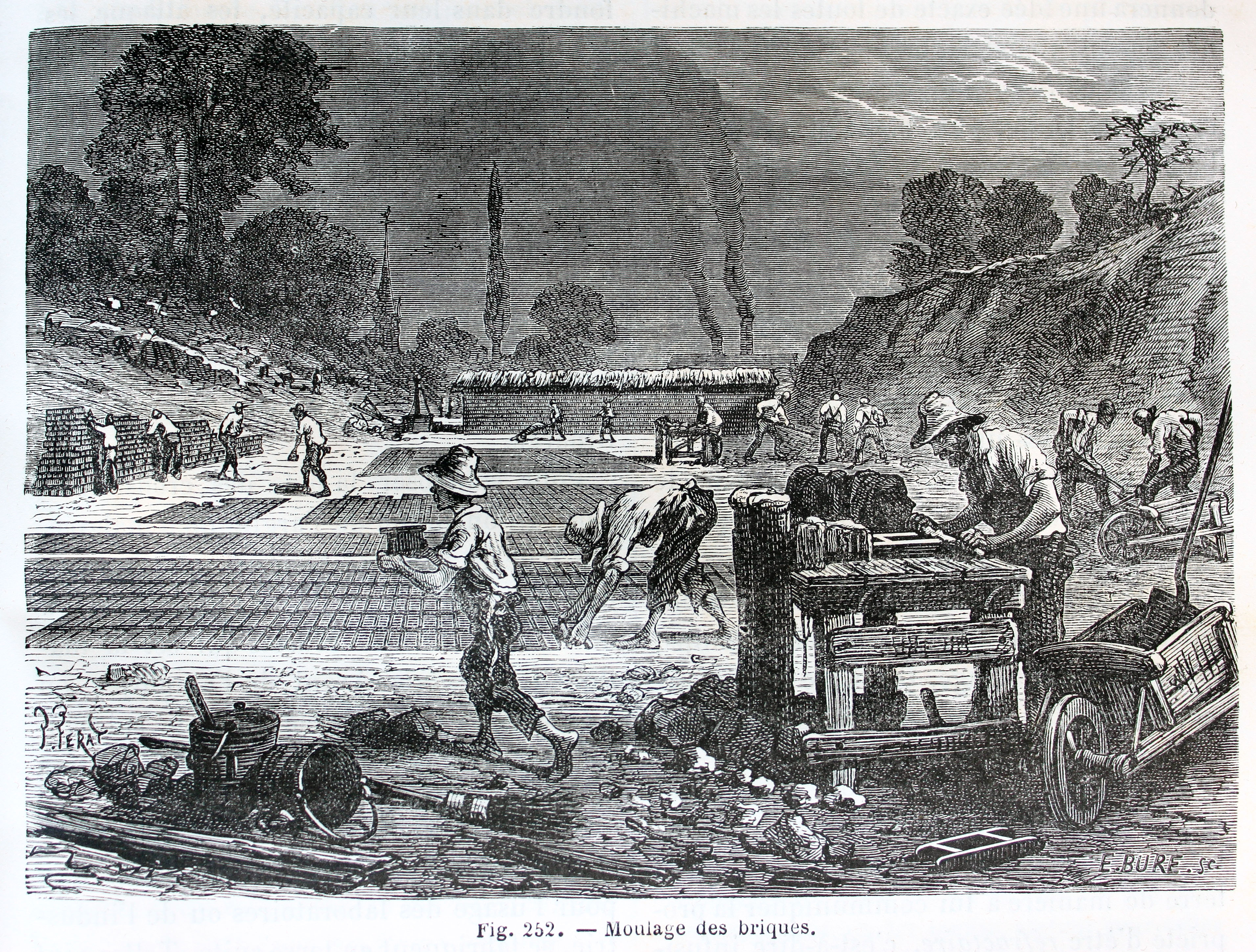
日干し煉瓦の製造
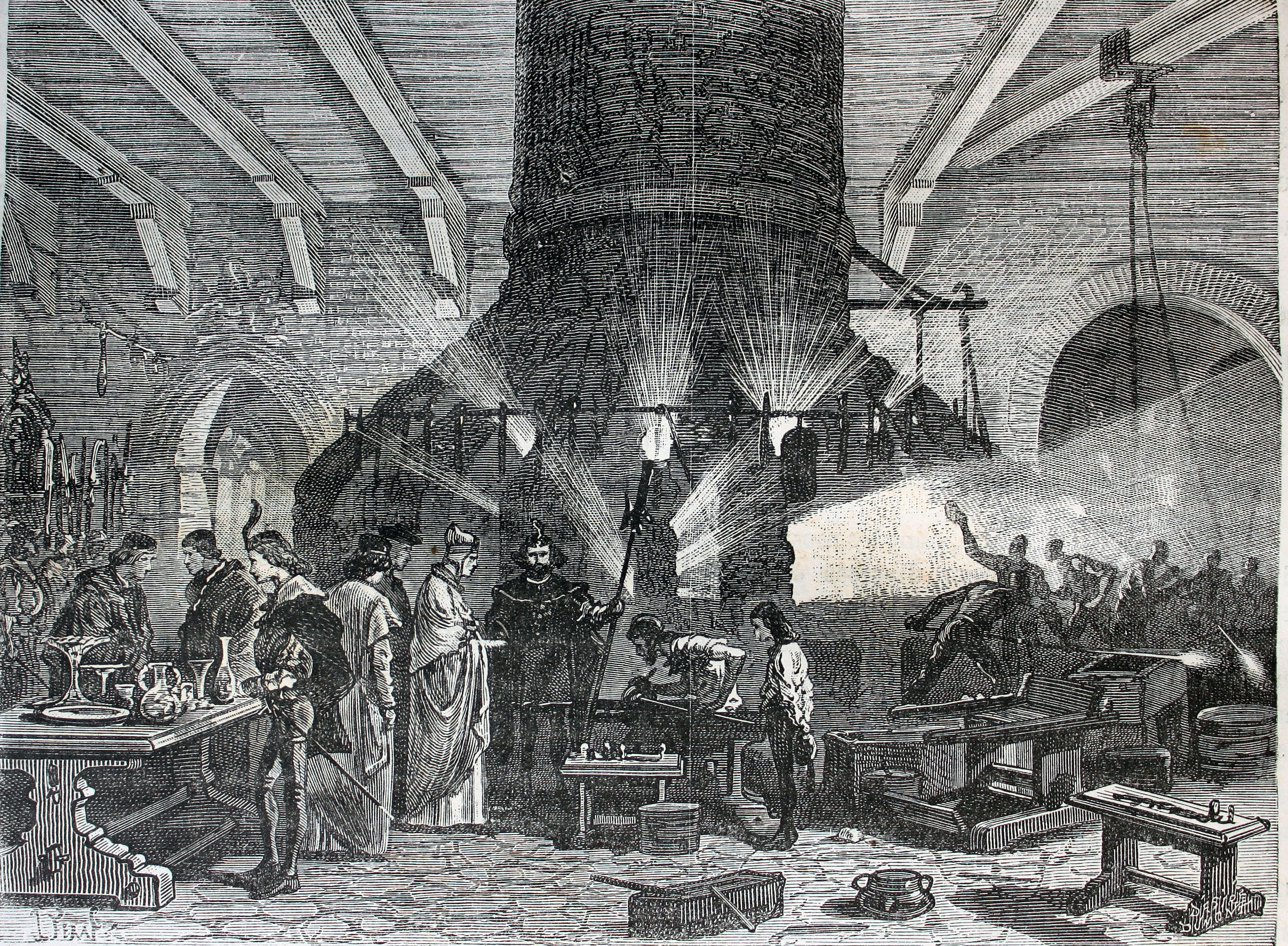
ヴェネツィアン・グラス工房 (ムラーノ)

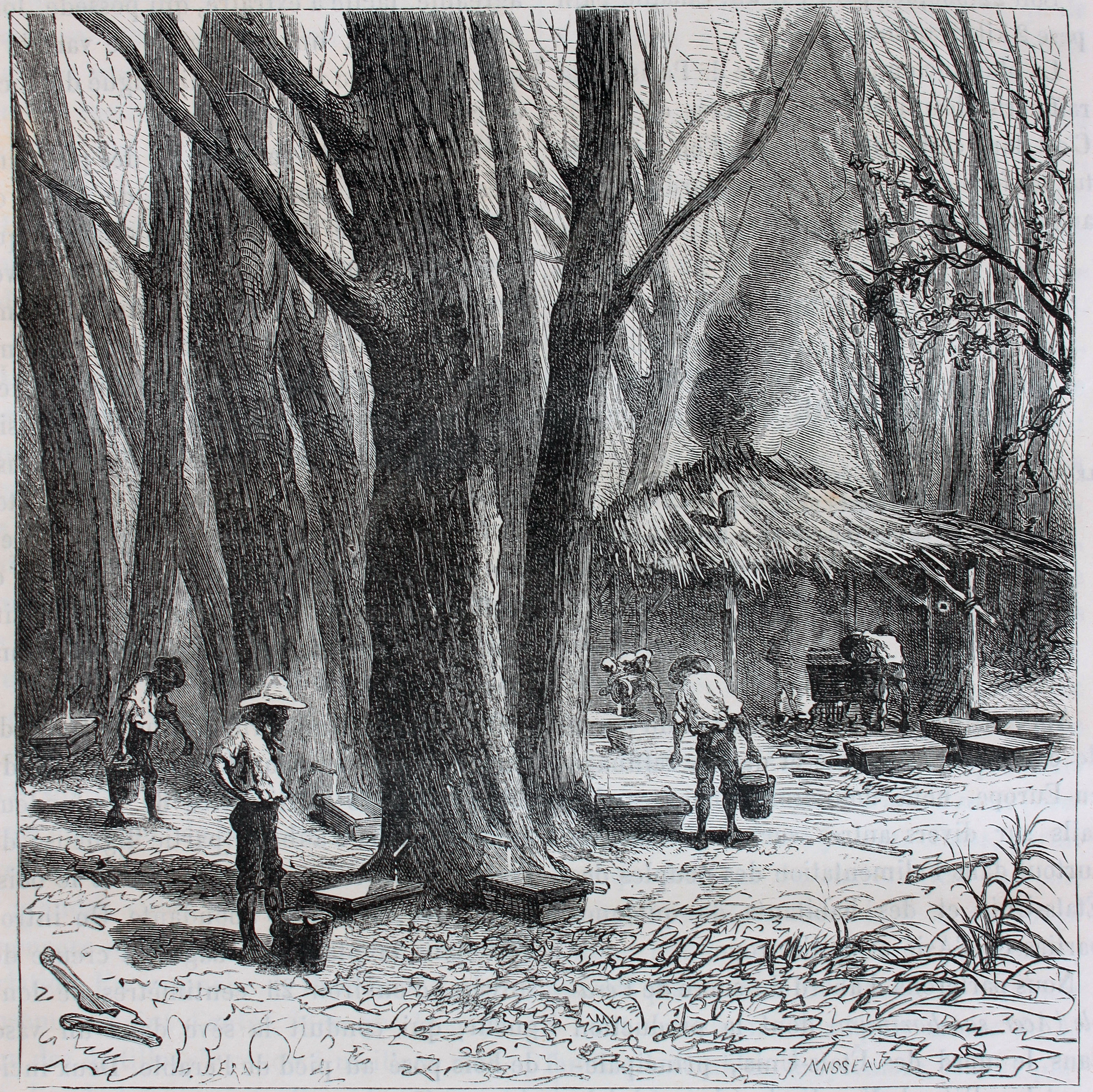
メープルシロップの製造 (カナダ)
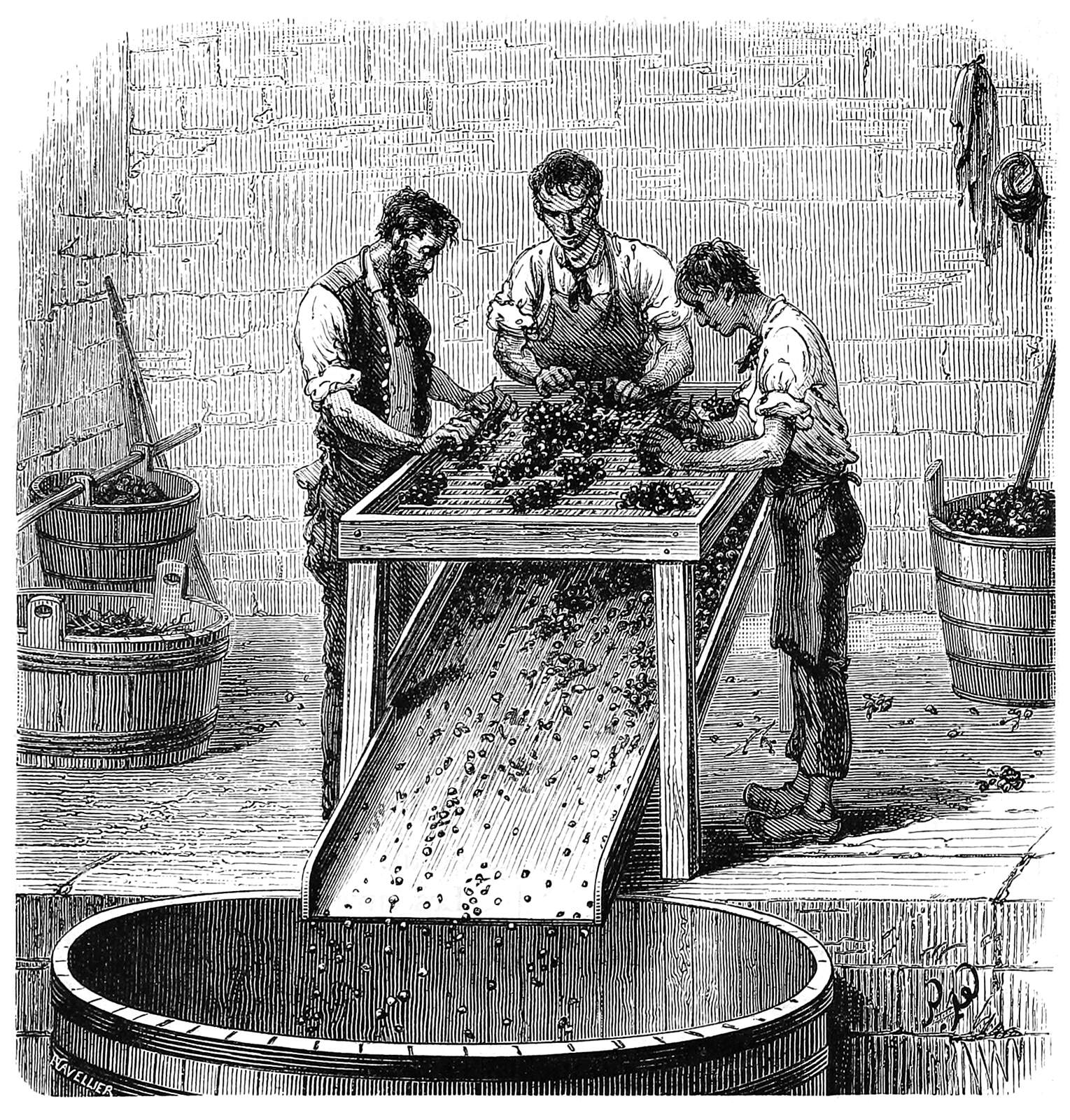
ワイン造り (ブルゴーニュ)
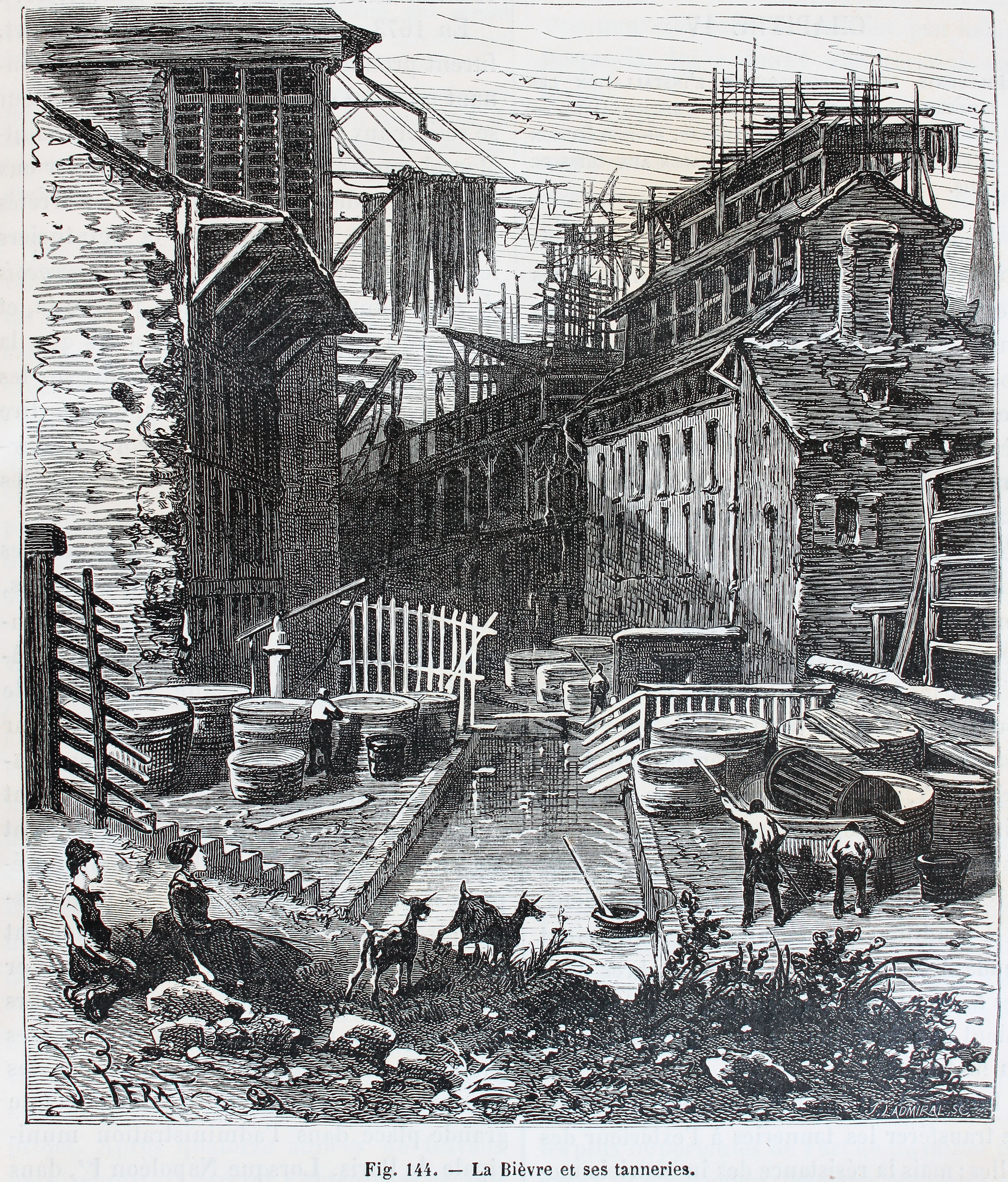
皮革なめし工房 (ビエーヴル)
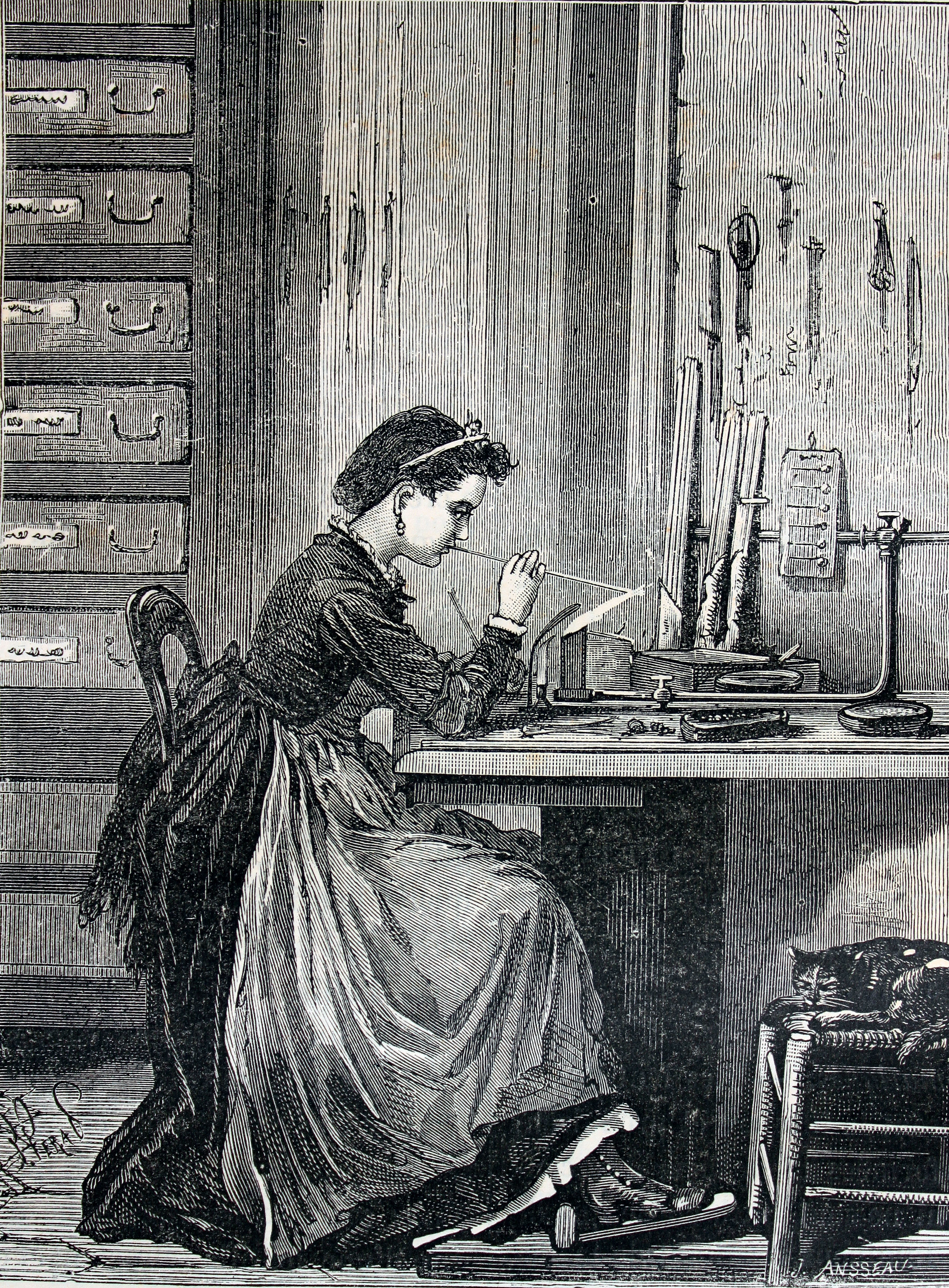
模造真珠の製造 (パリ)
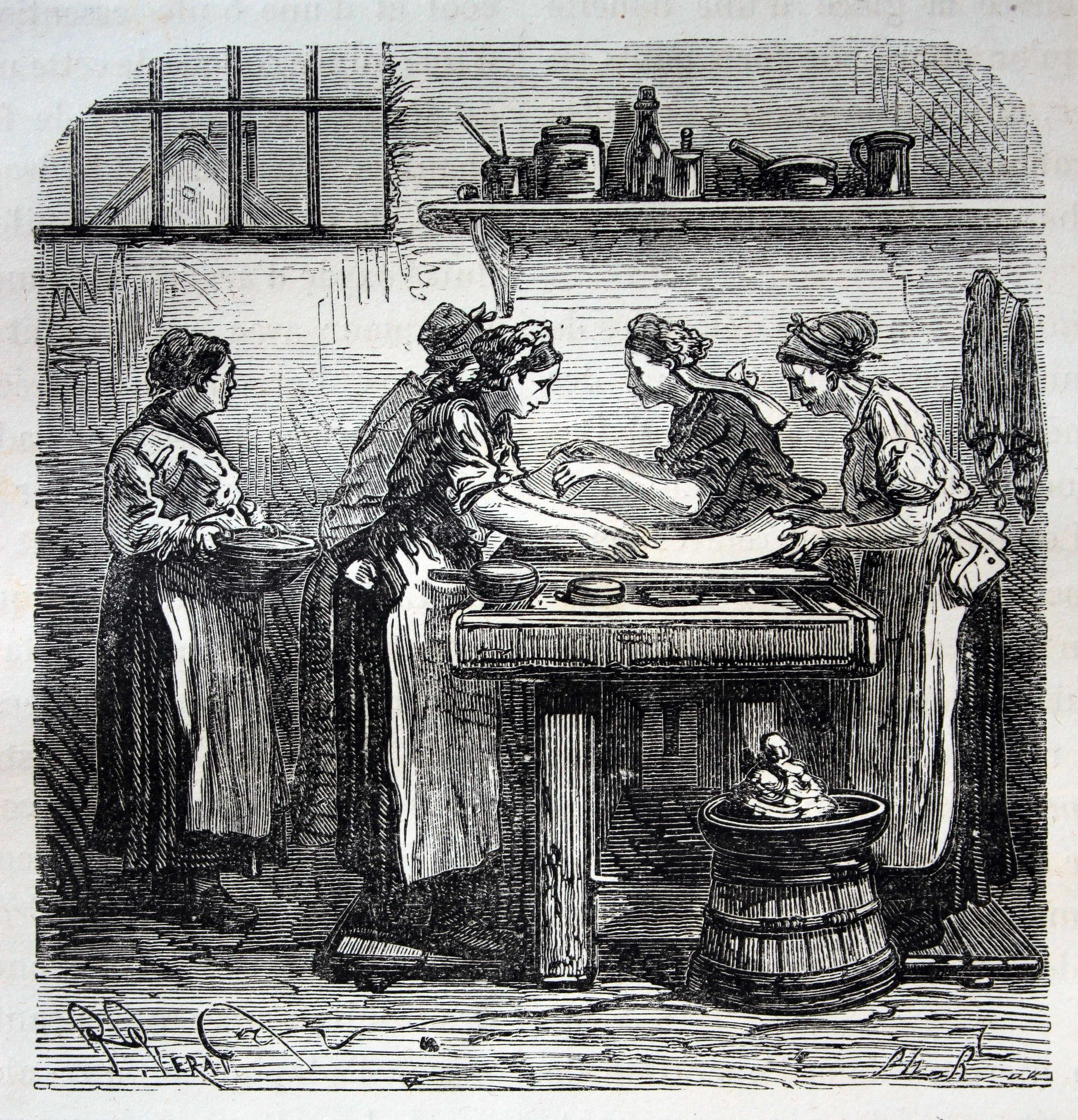
鏡のめっき作業
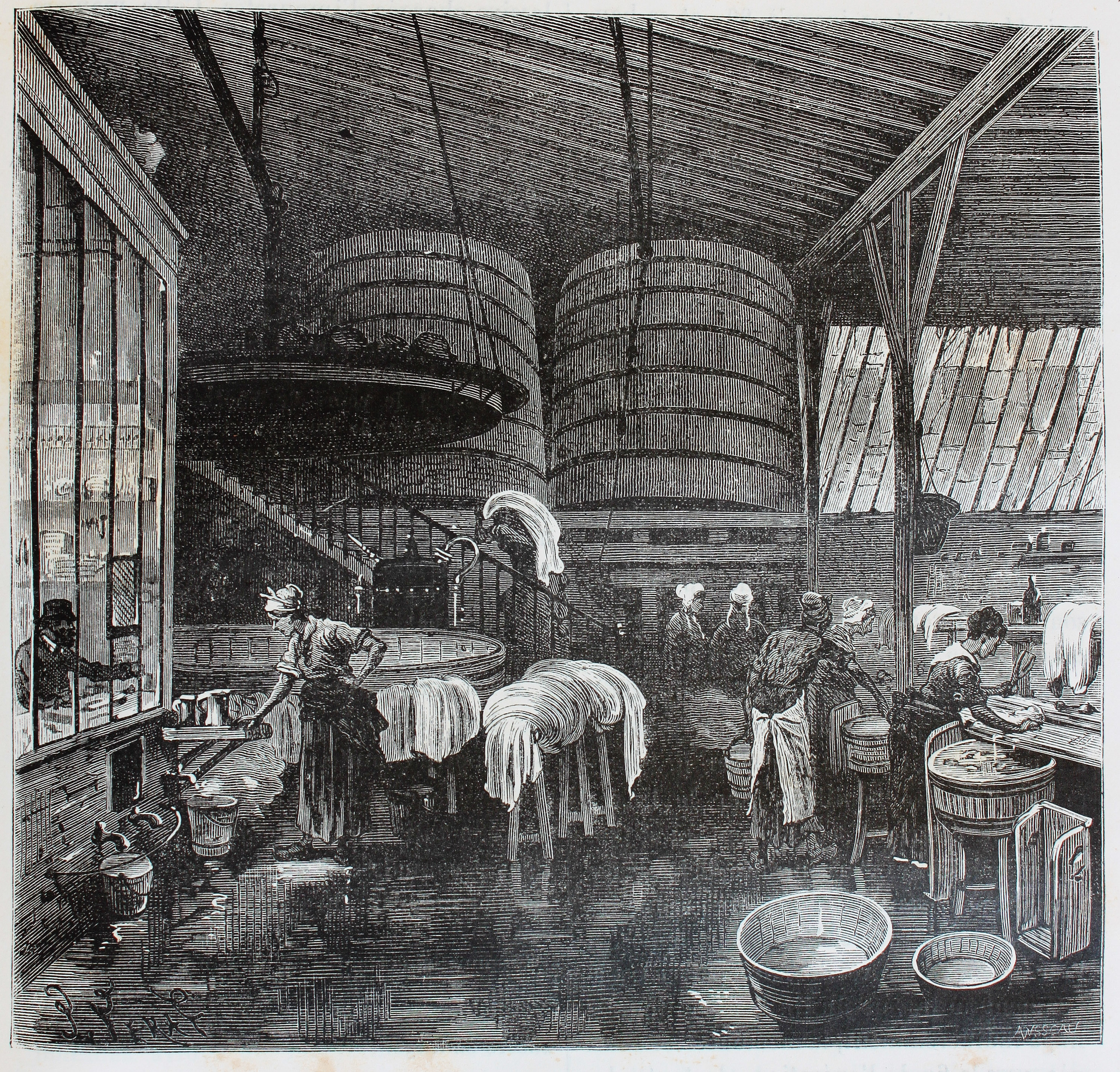
共同洗濯場 (パリ)

- ジュール・ヴェルヌ
- 洋上都市
(1871年)
- 封鎖破り
(1871年)
- 南アフリカでの3人のロシア人と3人のイギリス人の冒険
(1872年)
- 毛皮の国
(1873年)
- 神秘の島
(1874年)
- マルティン・パス
(1875年)
- 皇帝の密使ミハイル・ストロゴフ
(1876年)
- メキシコの悲劇
(1876年)
- 黒いダイヤモンド
(1877年)

## 脚注

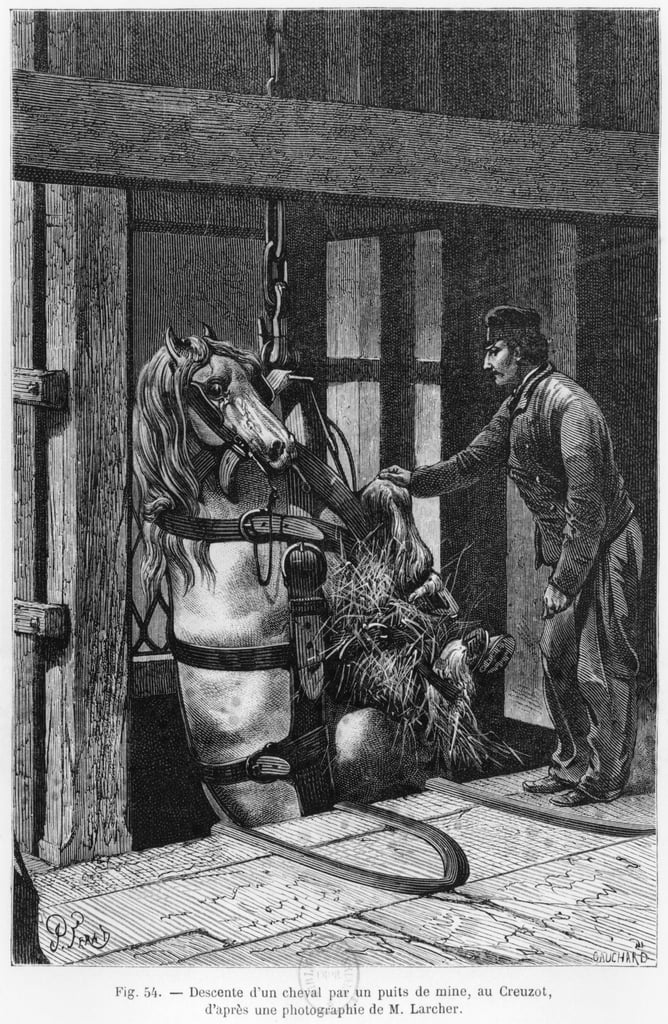
ウインチで炭鉱の坑道に降ろされる運搬用の馬（ルイ・シモナン「地下生活 - または鉱山と鉱夫」の挿画）